# 日野・リエッセ
リエッセ（LIÉSSE）とは、かつてジェイ・バスが製造し、日野自動車へ供給されていたマイクロバス・小型路線バス。2012年以降は後述するリエッセIIのみが販売されている。
1996年5月より、トヨタ自動車との相互OEMを開始。トヨタから日野へトヨタ・コースターをリエッセIIとしてOEM供給し、2003年まで、日野からトヨタへリエッセ（RX系）をコースターRとしてOEM供給していた。2003年より、いすゞ自動車へジャーニーJとしてOEM供給していたが、2004年8月のモデルチェンジ以降は日野・いすゞの統合モデルとなり、ジェイ・バスから両社へ供給される形に変更された。
本稿では、これらのOEM車種であるコースターRおよびジャーニーJについても述べる。また日野・レインボーシリーズのうち1985年に発売され、リエッセの前身となった2ｍ幅の小型バスのレインボーRBおよびレインボーABについても、本稿で併せて解説する。

## ラインナップ
当記事にて扱う諸車種の販売時系列は以下のとおり。
|              | 1995年前半まで      | 1995年後半      | 1996年 - 2002年    | 2003年 - 2004年    | 2005年 - 2011年    | 2012年 - 現在      |
| ------------ | ------------------- | --------------- | ------------------ | ------------------ | ------------------ | ------------------ |
| 日野自動車   | レインボーAB (AB系) |                 | リエッセII (XZB系) | リエッセII (XZB系) | リエッセII (XZB系) | リエッセII (XZB系) |
| 日野自動車   | レインボーRB (RB系) | リエッセ (RX系) | リエッセ (RX系)    | リエッセ (RX系)    | リエッセ (RX系)    |                    |
| トヨタ自動車 |                     |                 | コースターR (RX系) | コースターR (RX系) |                    |                    |
| いすゞ自動車 |                     |                 |                    | ジャーニーJ (RX系) | ジャーニーJ (RX系) |                    |

また、PB-RX以降のグレードは以下のとおり。（日野といすゞでグレードの呼称が一部異なる）
|                                | 日野・リエッセ     | いすゞ・ジャーニーJ |
| ------------------------------ | ------------------ | ------------------- |
| 観光用                         | スーパーツーリング | スーパーカスタム    |
| 自家用（リクライニングシート） | スーパーデラックス | カスタム            |
| 自家用（固定シート）           | デラックス         | デラックス          |
| 路線用                         | ステップリフトバス | ステップリフトバス  |

## レインボーRB・レインボーAB
1985年2月にデビュー。車幅2m・全長7ｍクラスの小型車で、車幅2.3ｍクラスのレインボーACよりさらに小型のモデルである。
レインボーRBはクラス初のリヤエンジン車、レインボーABは他社のマイクロバス同様のフロントエンジン車である。外観はどちらも共通でハイルーフ・ロングボディ仕様に相当するものとなっていた。レインボーRBはリヤエンジンであることが買われ、のちに中扉専用から前扉化された。自家用やレンタカー用が多いが、レインボーRBは路線用としても多くが販売された。3速オートマチックや速度感応式パワーステアリングの装備が追加されたのも特徴的であった。レインボーABは車椅子リフト付きや幼児専用車なども製造された。
1995年8月のリエッセ（RX系）へのモデルチェンジまで、日野自動車の最小クラスのバスとして、レインボーRB・レインボーABともに製造された。

### P-RB/AB
1985年（昭和60年）2月発売。レインボーRBはリヤエンジンを採用したのが特徴で、クラス唯一のリヤエンジン車という独自のポジションを確立した。
エンジンはP-RB115AA型がW04D型（直4自然吸気 115 ps）、P-RB145AA型がW04CT型（直4ターボ付 145 ps）となった。
同時に発売されたレインボーABは、フロントエンジンである以外はRB系と変わらないデザインである。P-AB115AA型の1型式のみで、エンジンはW04D型が搭載される。

### U-RB/AB
1990年（平成2年）2月に平成元年排出ガス規制適合。レインボーRB・レインボーABともフロント・リヤデザインをマイナーチェンジしたほか、細部が改良されている。型式は以下のとおり。
- U-RB1WEAA - W04C-T型エンジン（直4ターボ付き 140 ps）
- U-RB2WGAA - W04D型エンジン（直4自然吸気 120 ps）
- U-AB2WGAA - W04D型エンジン（直4自然吸気 120 ps）

1992年（平成4年）のモデルチェンジで、レインボーRBは、ホイールベースの縮小でフロントオーバーハングのスペースを捻出した前扉仕様を追加した。前扉仕様はワンマン運転の路線バス用としてもふさわしく、前後2ドア仕様も登場し、コミュニティバスやローカル路線などの小規模需要にも応えることとなった。また、特装車用の「多目的架装対応胴殻車」も設定された。
エンジンは前扉仕様（型式U-RB1WEAA）が、W04C-TI型（直4ターボインタークーラー付き 165 ps）もしくはW04C-T型（直4ターボ付き 140 ps）で、グレードによってどちらかが搭載される。また、中扉仕様も継続され、エンジンはW04D型（直4 自然吸気 120 ps）が搭載される。
1993年（平成5年）には、トルクコンバーター式3速AT車（トランスミッションは大金製作所（現・エクセディ）製「PATM」）が追加され、ターボインタークーラー付きの機種に設定された。また、前扉仕様には車速感応式パワーステアリングも標準装備となった。
レインボーABは、フロントエンジンを生かして後部に車椅子用リフトを装備できた。宮園自動車向けなどには、後部オーバーハングを延長して収容力を向上させたタイプも納入されている。
1995年（平成7年）の平成6年排出ガス規制に伴うフルモデルチェンジにより、レインボーRBことRB系はRX系へ型式を改め、車種名もリエッセに改められた。同時にレインボーABことAB系は製造中止となりラインナップから消えるが、1996年（平成8年）にトヨタ自動車からのOEM供給によるリエッセIIことXZB系を発売してこのクラスをカバーするようになった。

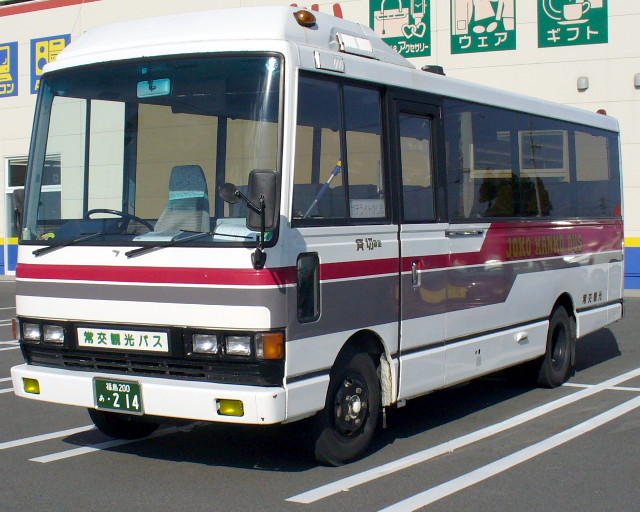
レインボーRB 常交観光自動車 P-RB145AA
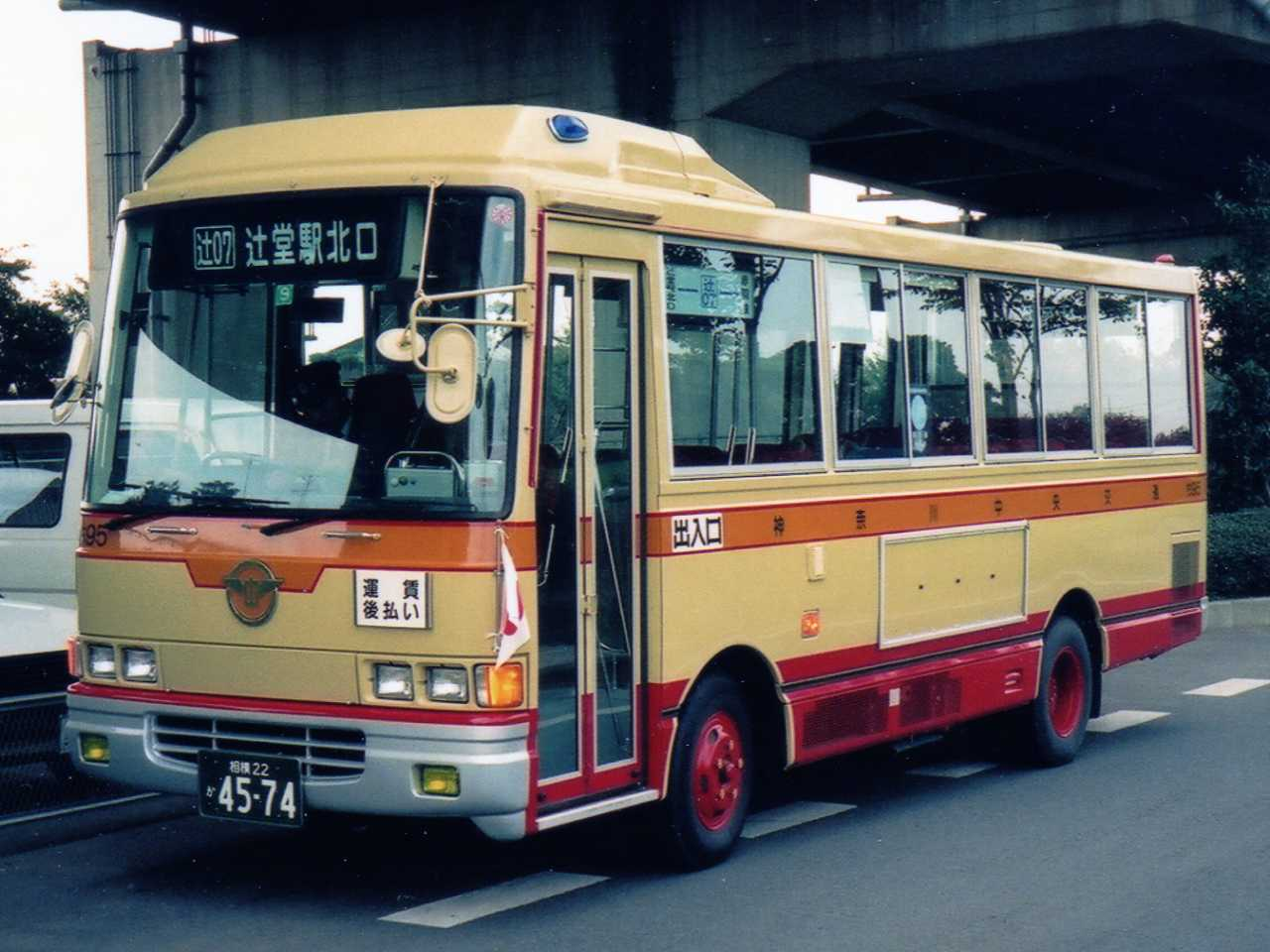
レインボーRB 神奈川中央交通 U-RB1WEAA

## リエッセ

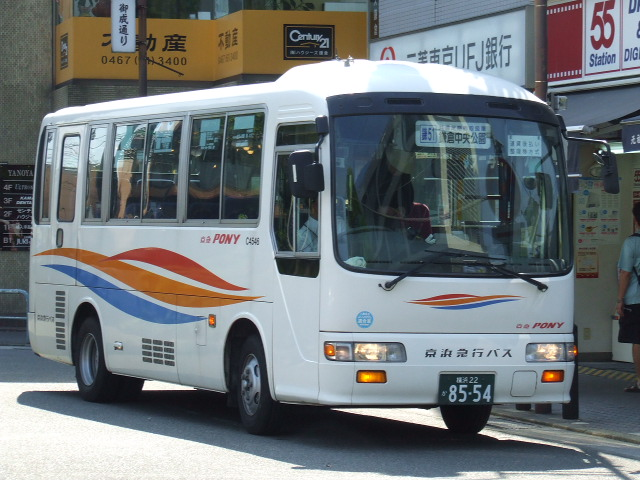
デマンドバス「京急ポニー号」のリエッセ
京浜急行バス鎌倉営業所（除籍済）

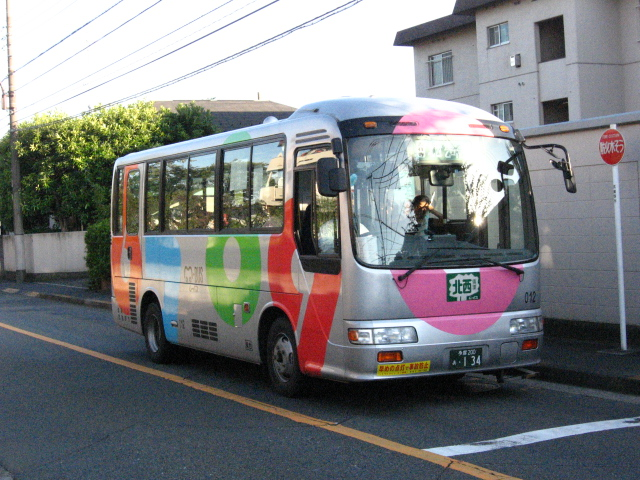
武蔵野市コミュニティバス「ムーバス」のリエッセ
関東バス武蔵野営業所（除籍済）

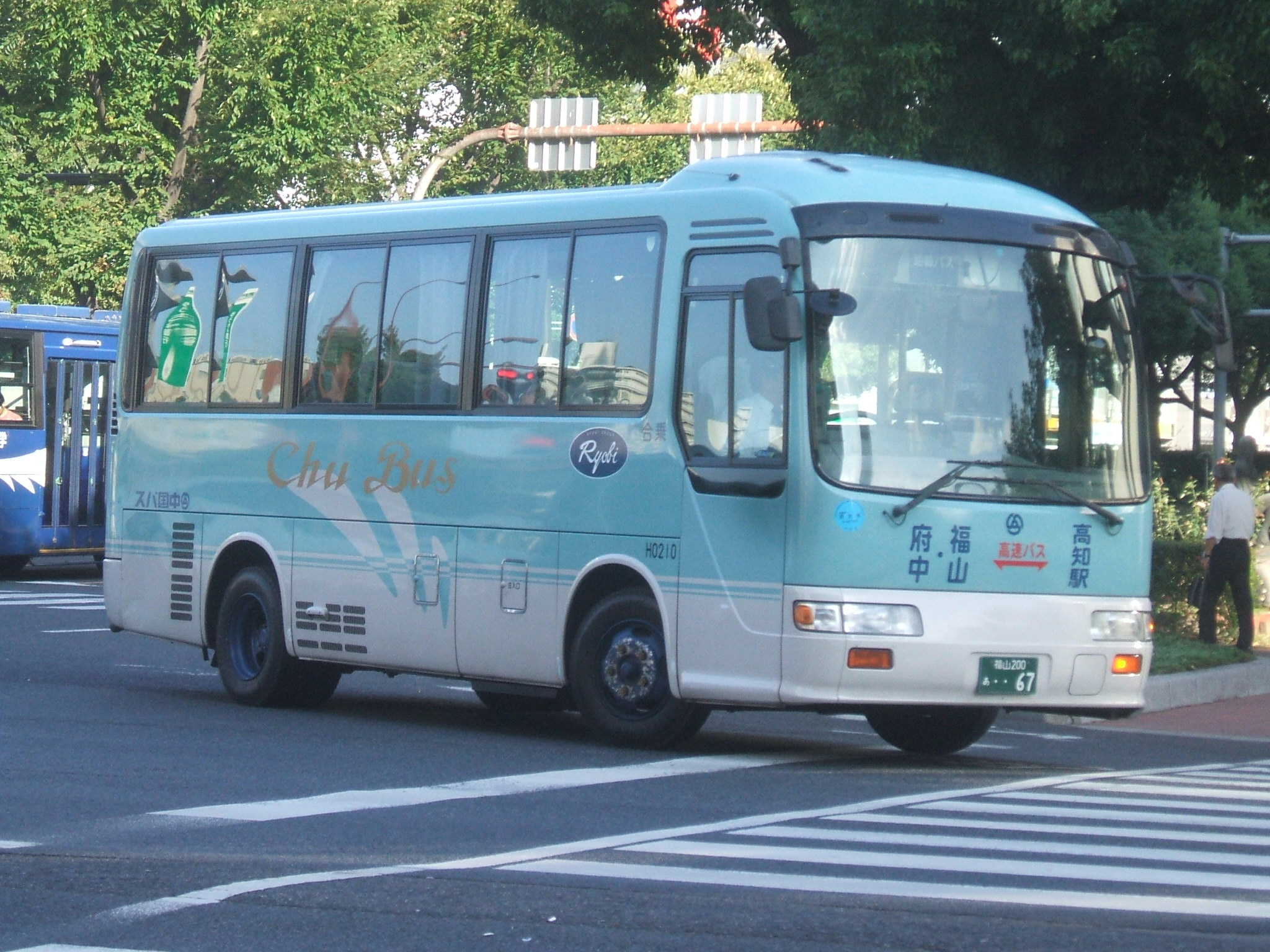
高速バス「オーシャンライナー」のリエッセ
中国バス府中営業所（運行廃止）

1995年8月28日デビュー。車幅2ｍ・全長7mクラスの小型バス（マイクロバス）である。リアエンジン・リアドライブの小型バス、レインボーRBをフルモデルチェンジする形でリエッセ（RX系）が新発売された。先代のレインボーRBのイメージを払拭し、1990年7月にデビューした初代セレガと統一感を持たせるため、全体的に曲線・曲面を多用したデザインとなり、ヘッドライトの部品をセレガと共有、ヘッドライト周りのデザインはセレガと共通とされた。
リエッセ（LIÉSSE）は、英語のリムジン（LIMOUSINE）とフランス語のコンテス（COMTESSE＝伯爵夫人）を合わせた造語。日野自動車はかつて、伯爵夫人のイタリア語である「Contessa（コンテッサ）」を自社の乗用車名に用いていた。発売時は「コンフォタブル・リムジン リエッセ」というキャッチフレーズで、花柄の服をまとった金髪の外国人少女が花束を持ち「ようこそ、リエッセへ。」と微笑む広告で宣伝された。また型式名「RX」は、1台だけ造られた国鉄専用型式の試作車「日野RX10」に続く2代目である。
路線バスとしては、1995年10月16日に運行開始した京浜急行電鉄（現：京浜急行バス）のデマンドバス「京急ポニー号」が日本初の稼働例である。また同年11月26日に運行開始した武蔵野市コミュニティバス「ムーバス」でも採用され、ムーバスの成功によってコミュニティバス車両としてのリエッセのイメージが定着した。京急ポニー号もムーバスも、開発段階から京浜急行電鉄や武蔵野市が使いやすい小型車両を求めてメーカーに打診し、レインボーRBのフルモデルチェンジ車としてリエッセを開発中であった日野自動車が協力した点が一致している。また車両のユーザーであるバス事業者や自治体からの具体的な要望は、日野自動車側にも車両の開発にフィードバックされている。そうして完成したのが画期的な小型バスであるリエッセだった。
マイクロバスでは唯一のリアエンジン・リアドライブ方式車 である。定員確保やワンマン機器取り付けなどで有利なため、コミュニティバスで多く使われるようになった。ツーステップバスであり、車椅子での乗降のため、1997年に路線仕様にステップリフトバスが追加された。小型路線バス、自家用バスや貸切バスとして、また中国バスのフライングフィッシュ号・オーシャンライナーなど高速バスでも採用例がある。
マイクロバスには珍しく、空気油圧複合式ブレーキ（いわゆるA.O.Hブレーキ）を採用している（その他のマイクロバスは油圧ブレーキ）。全グレードに4輪エアサスペンションを標準装備したことも特長である。トランスミッションはデビュー当初からPB-RXまで、5速マニュアルと3速オートマチック が用意されていたが、2007年6月のマイナーチェンジでオートマチック車の設定が抹消され、BDG-RXからはマニュアル車のみとなった。
最小回転半径はクラス最小の5.8m。非常に小回りの利く設計は狭隘路線で重宝された。またツーステップ車のため座席定員もポンチョより多く取れた。リエッセの生産終了後、狭隘路を運行する路線でノンステップバスのポンチョに代替された後、従来の経路が通れなくなったり、積み残しが発生するなどしてルート変更を余儀なくされるケースもあった（例として西武バス上石神井営業所の泉38系統「大泉桜高校線」など）。
1996年6月よりトヨタ自動車へコースターR（コースター アール、COASTER R）としてOEM供給されたが、2004年8月に中止された。またいすゞ自動車からは2003年11月よりジャーニーJ（ジャーニー ジェイ、JOURNEY J）として、リエッセの生産終了まで販売された。
2006年3月、リエッセをベースとした路線向けノンステップバス・日野ポンチョ (HX系) が登場したが、リエッセのステップリフトバスは車両本体価格が約500万円安いこともあり（ポンチョ：1,541万円、リエッセ：1,047万円）、ポンチョ登場後も引き続き2011年8月まで販売されていた。

### KC-RX4JFAA
1995年8月28日、平成6年排出ガス規制に適合して新発売。エンジンはJ05C（排気量5.3L、出力107kW/145PS）とターボ付きのJ05C-TI（排気量5.3L、出力129kW/175PS）の二種類。ステアリングホイールと運転席のメーターパネルはライジングレンジャーと共通のものが採用された。全グレードに4輪エアサスが標準装備された。トランスミッションは標準仕様で5速マニュアル、オプションで3速オートマチック。ABSはターボエンジン車にオプション装備。路線仕様は前扉折戸、前中扉折戸が用意された。
1997年12月8日、路線仕様にステップリフトバスを追加。中扉に車椅子用のリフトを装備したもので、バリアフリーの観点から路線バスやコミュニティバスで多く採用された。

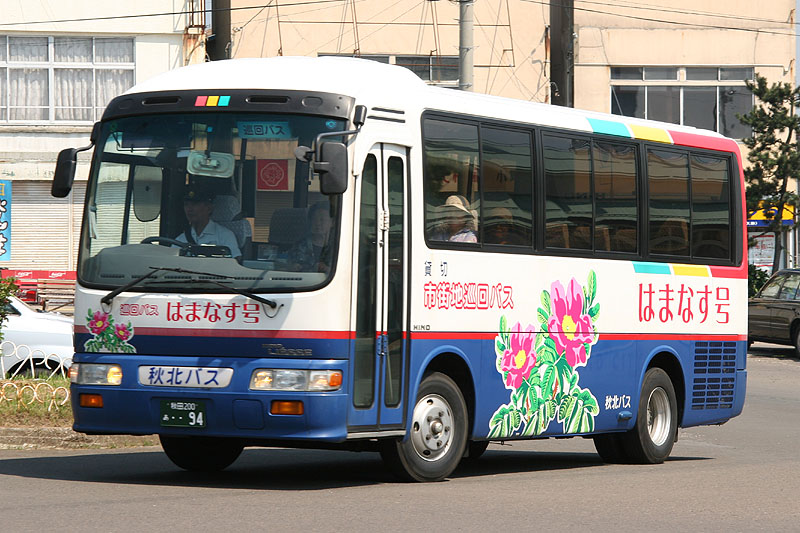
秋北バス 観光仕様
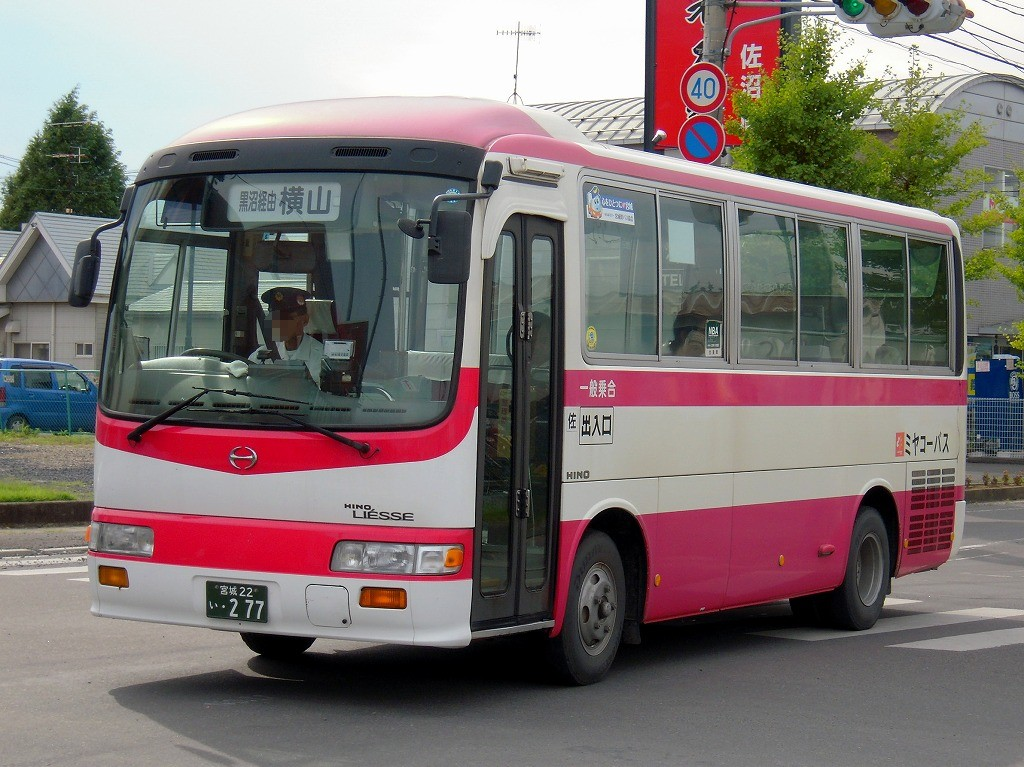
ミヤコーバス 路線トップドア仕様
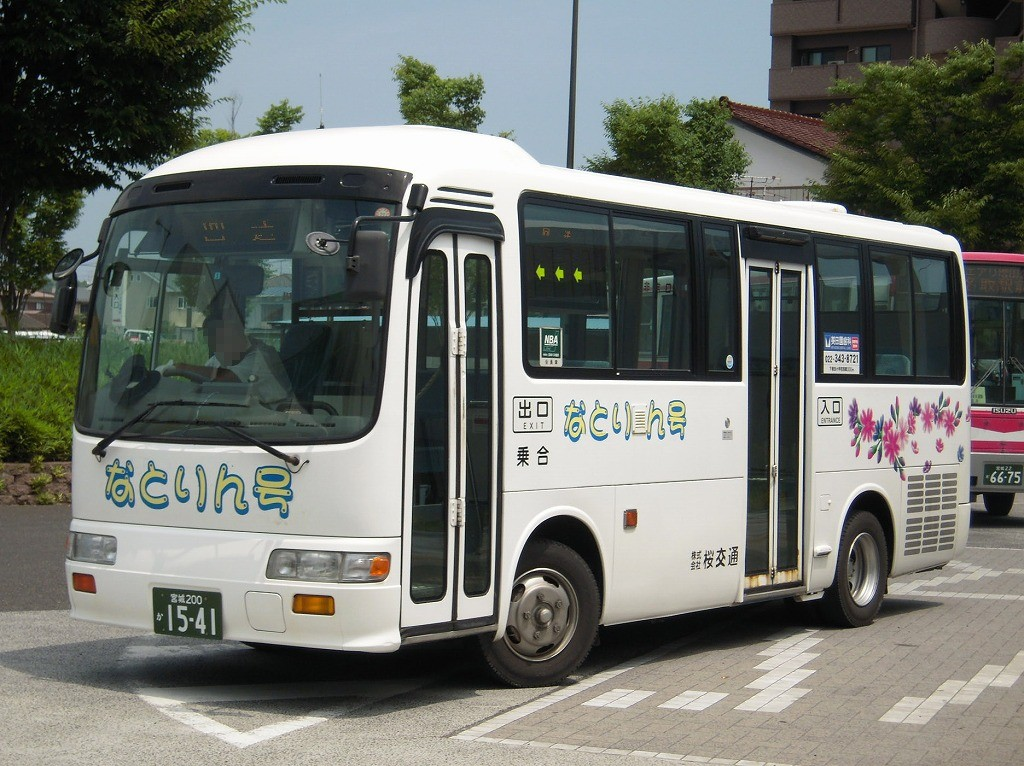
桜交通 なとりん号 中扉2枚折戸仕様
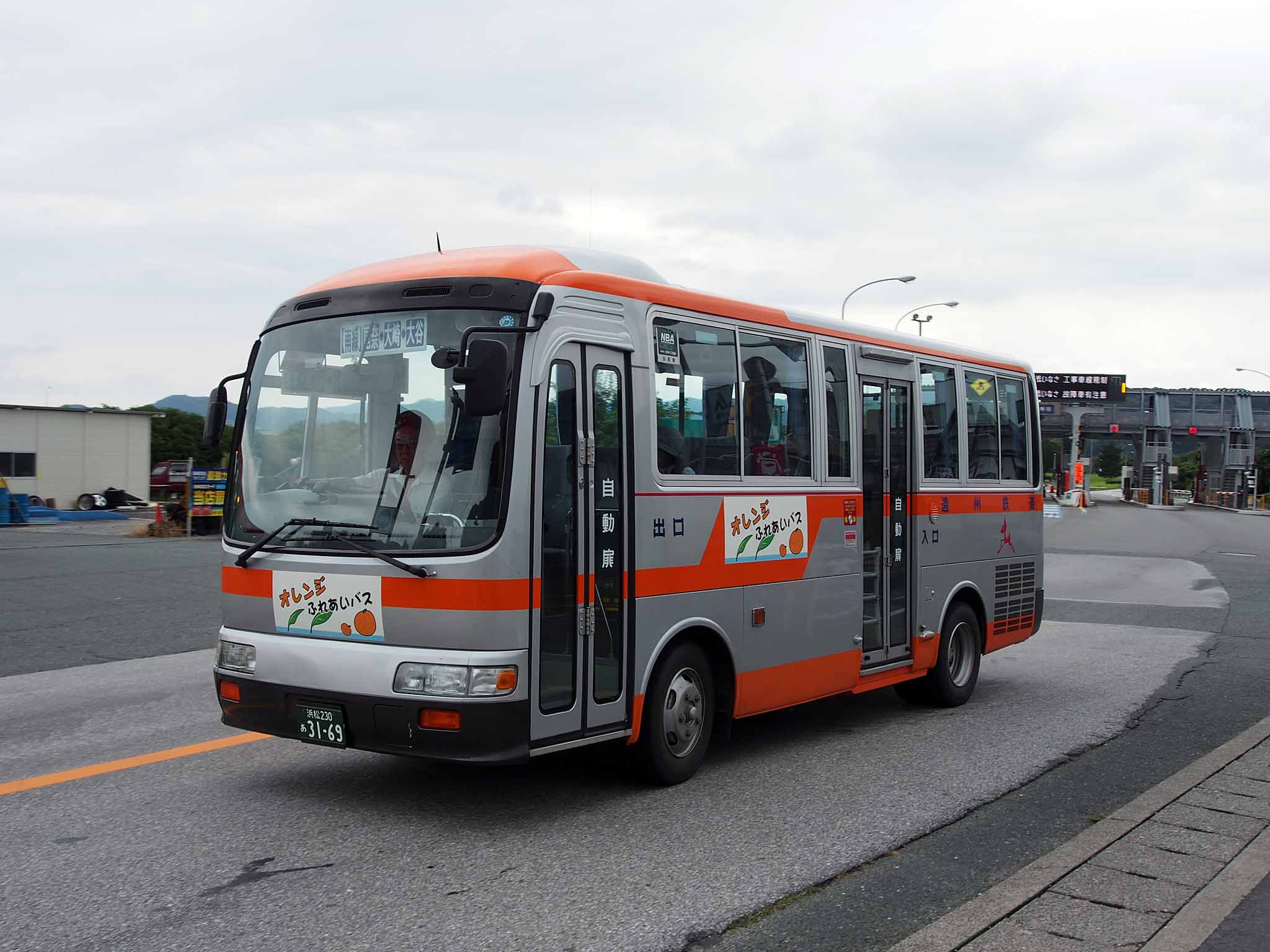
遠州鉄道 三ヶ日オレンジふれあいバス 中扉2枚折戸仕様
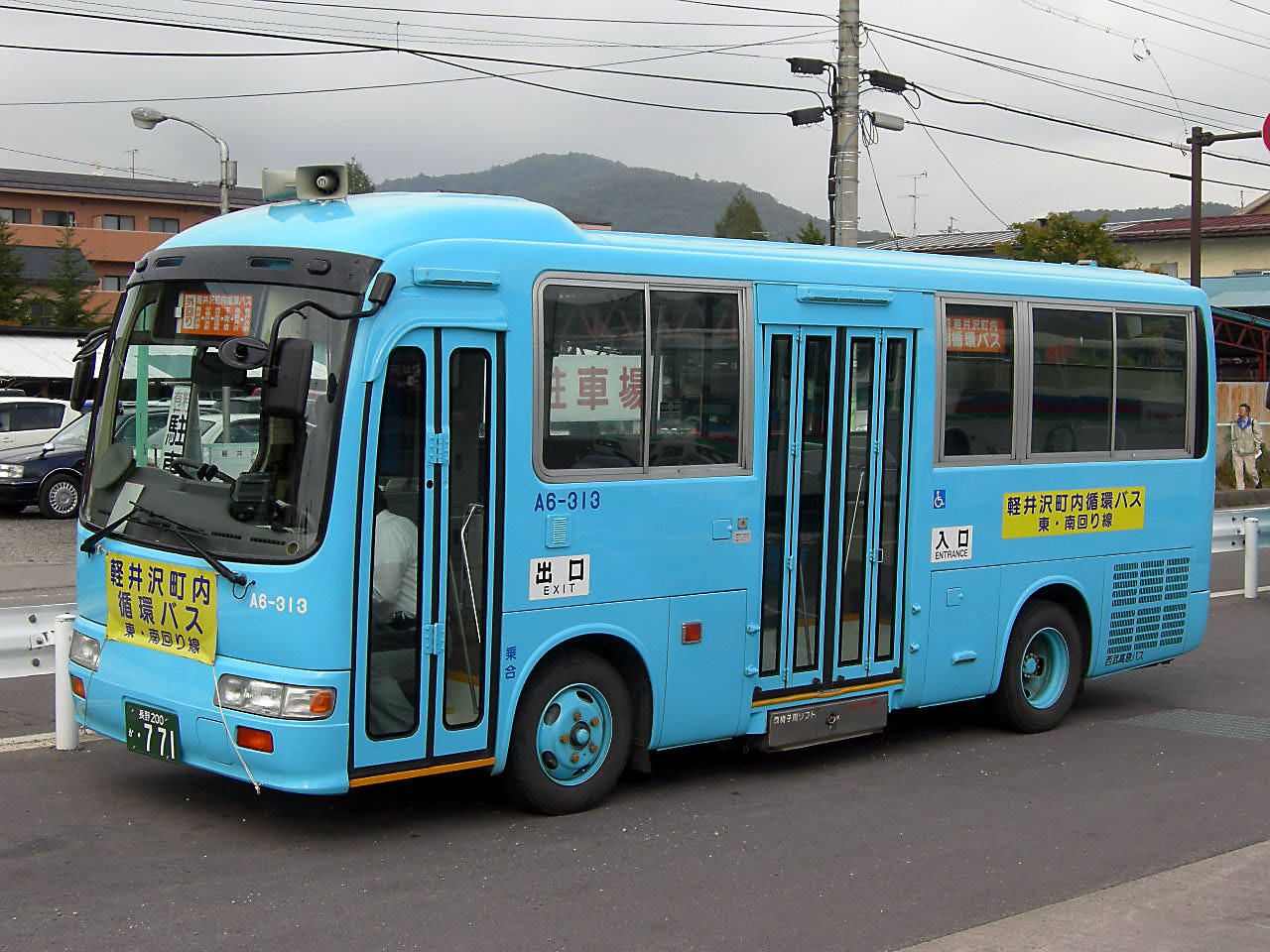
西武高原バス 軽井沢町内循環バス 中扉4枚折戸仕様 西武バスからの移籍車（元川越シャトル）
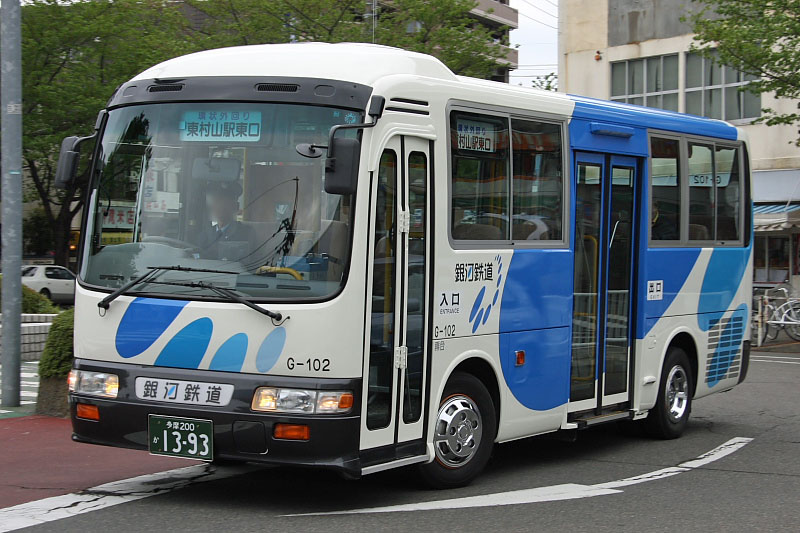
銀河鉄道 ステップリフトバス

### KK-RX4JFEA
1999年6月21日、平成10年排出ガス規制に適合。全車にABS、観光仕様のマニュアル車にESスタートが標準装備された。オートマチック車はシフトレバーの形状が変更され乗用車と同じPレンジが装備された。標準出力エンジンは110kW/150PSにパワーアップした。またグレードにトップドア前折戸の幼児専用車が追加された（定員幼児52名+大人3名）エンジン　J05C（150PS）J05C-TI（175PS）の2機種
2001年7月24日、平成12年騒音規制に適合。エンジンはターボ付きのJ05C-TI（排気量5.3L、出力129kW/175PS）に統一される。路線仕様は前扉仕様が廃止され、ステップリフト付きの前中扉のみとなった。観光仕様は固定窓装備の最上級グレード・エクセレントサルーンが廃止された。

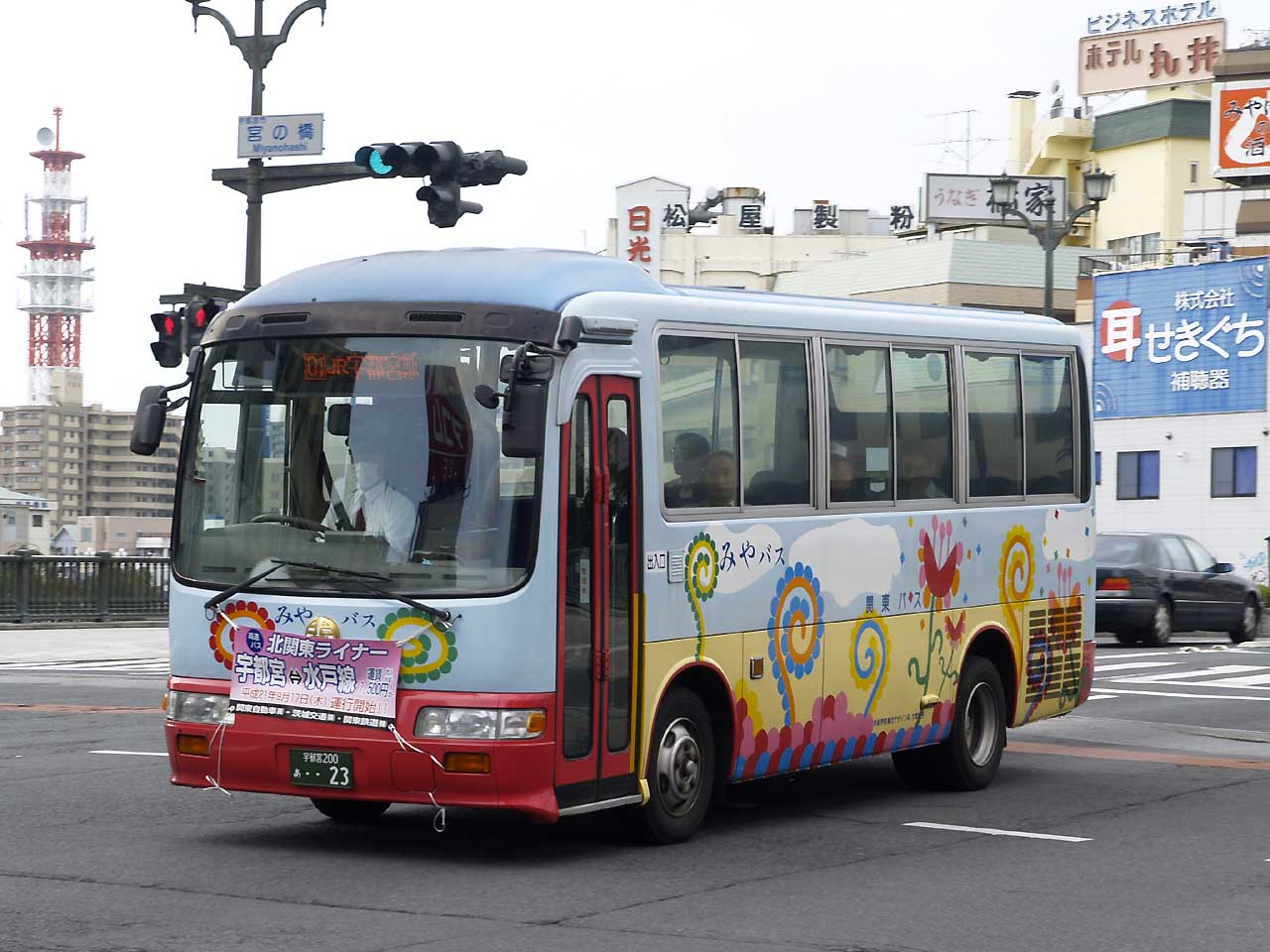
関東自動車 (栃木県) トップドア路線仕様
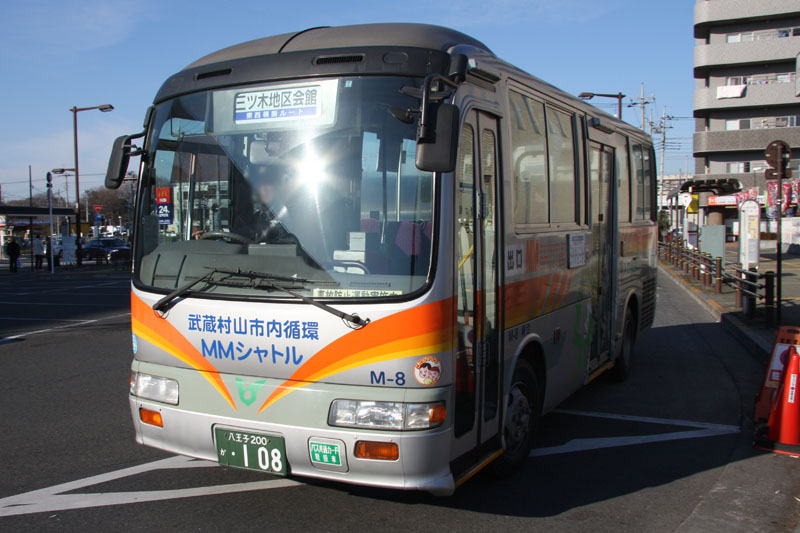
立川バス 武蔵村山市内循環バス 中扉2枚折戸仕様
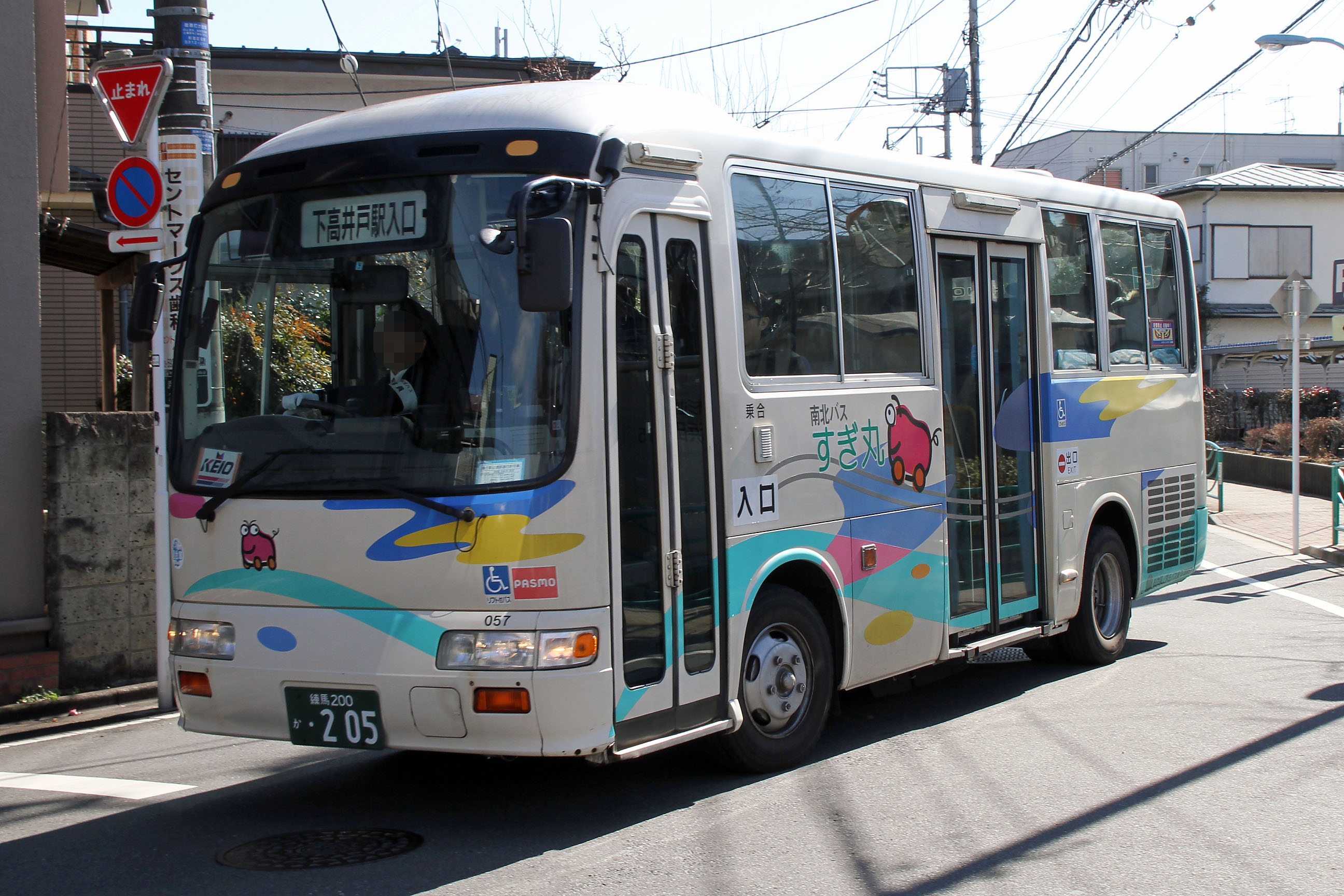
京王バス東 杉並区すぎ丸 ステップリフトバス
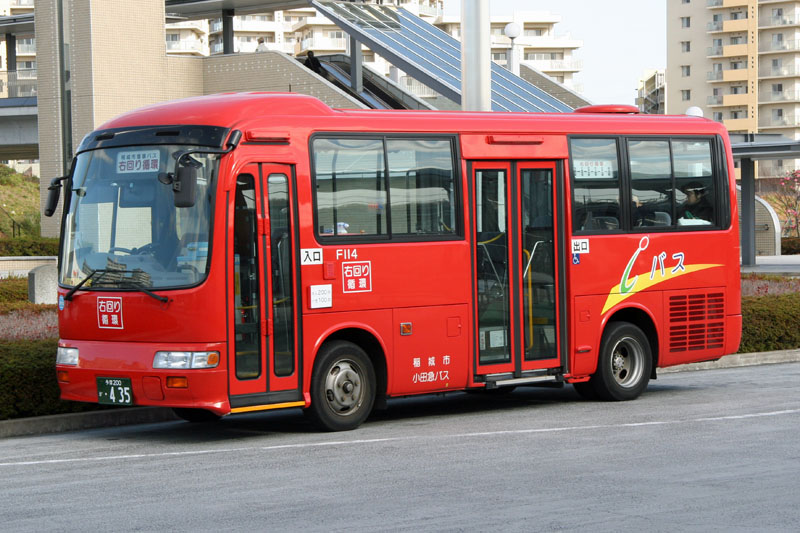
小田急バス 稲城市iバス ステップリフトバス
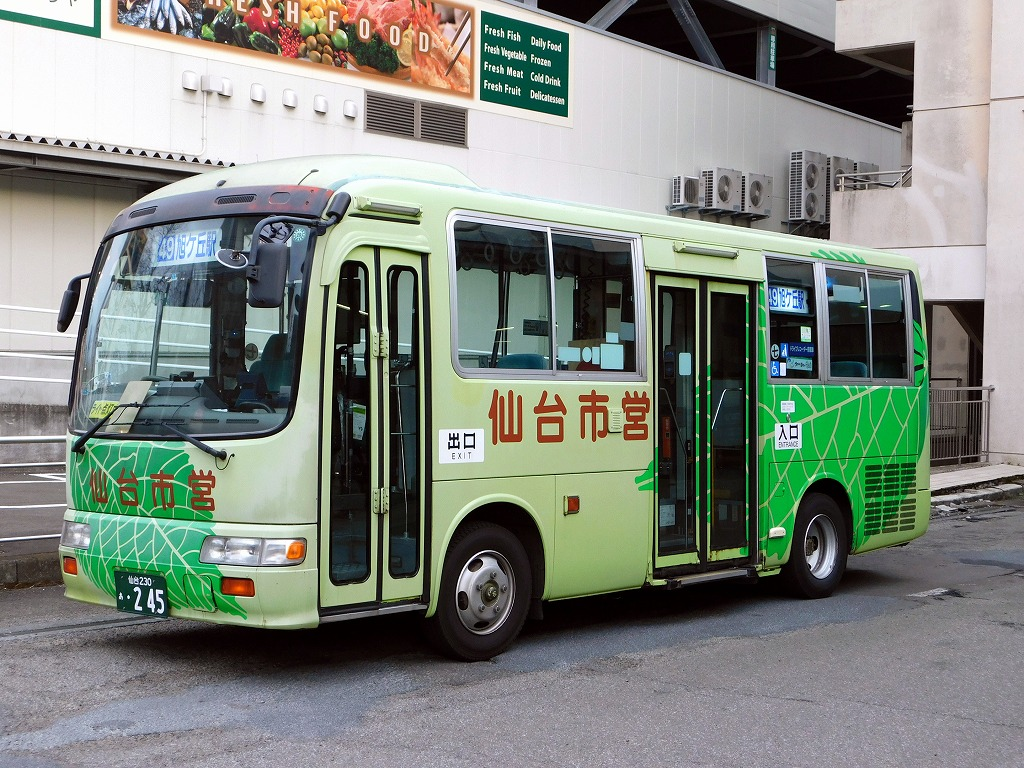
仙台市営バス ステップリフトバス

### PB-RX6JFAA
2004年8月24日、エンジンをJ05D-TC型（排気量4.7L、出力132kW/180PS）に変更して平成15年排出ガス規制に適合、国土交通省「超低PM排出ディーぜル車」85%低減レベルの認定を受けた。灯火器保安基準適合のためフォグランプがヘッドライト内蔵からバンパーへと移設された。幼児専用車が廃止。エンジンの出力アップにともない、MT車のファイナルギアレシオ（最終減速比）が3.900から4.100に変更されている。

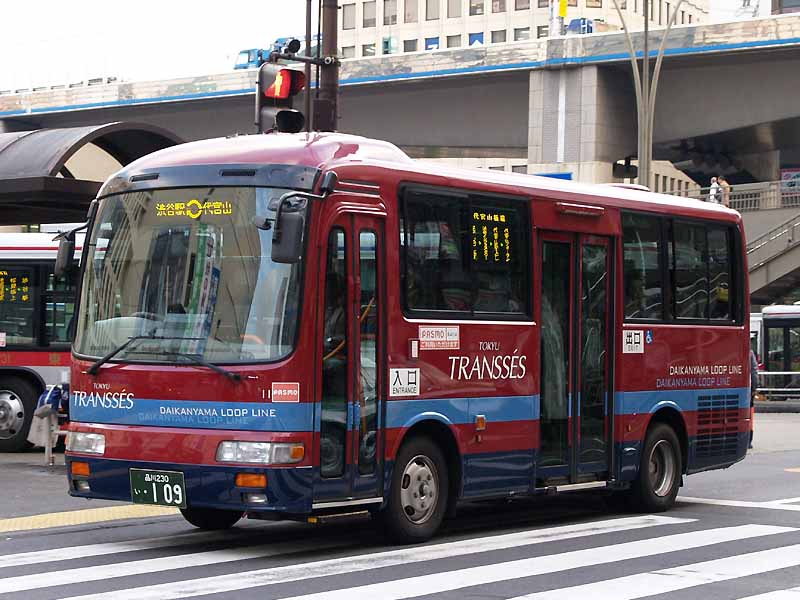
東急トランセ
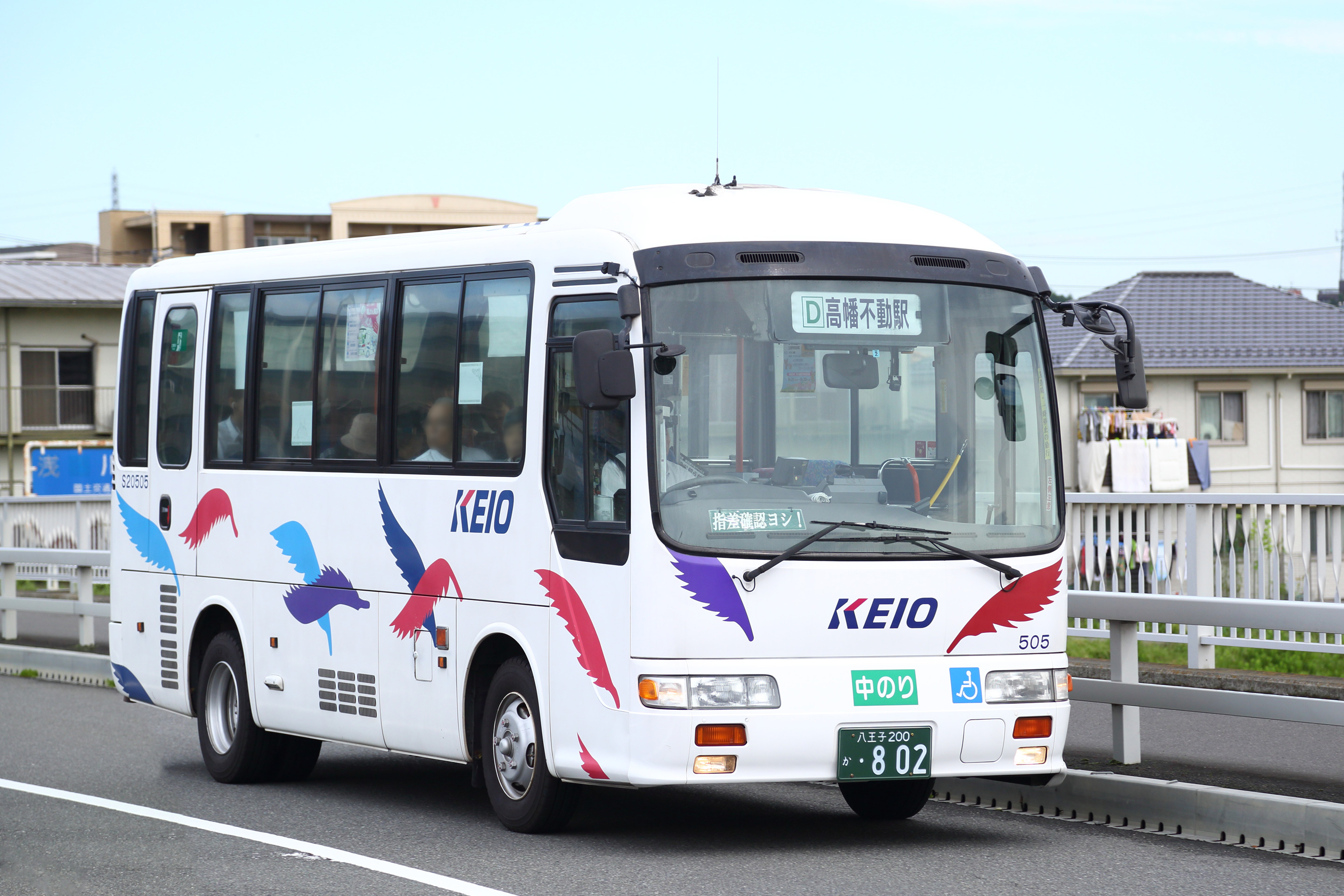
京王電鉄バス 日野市ミニバス
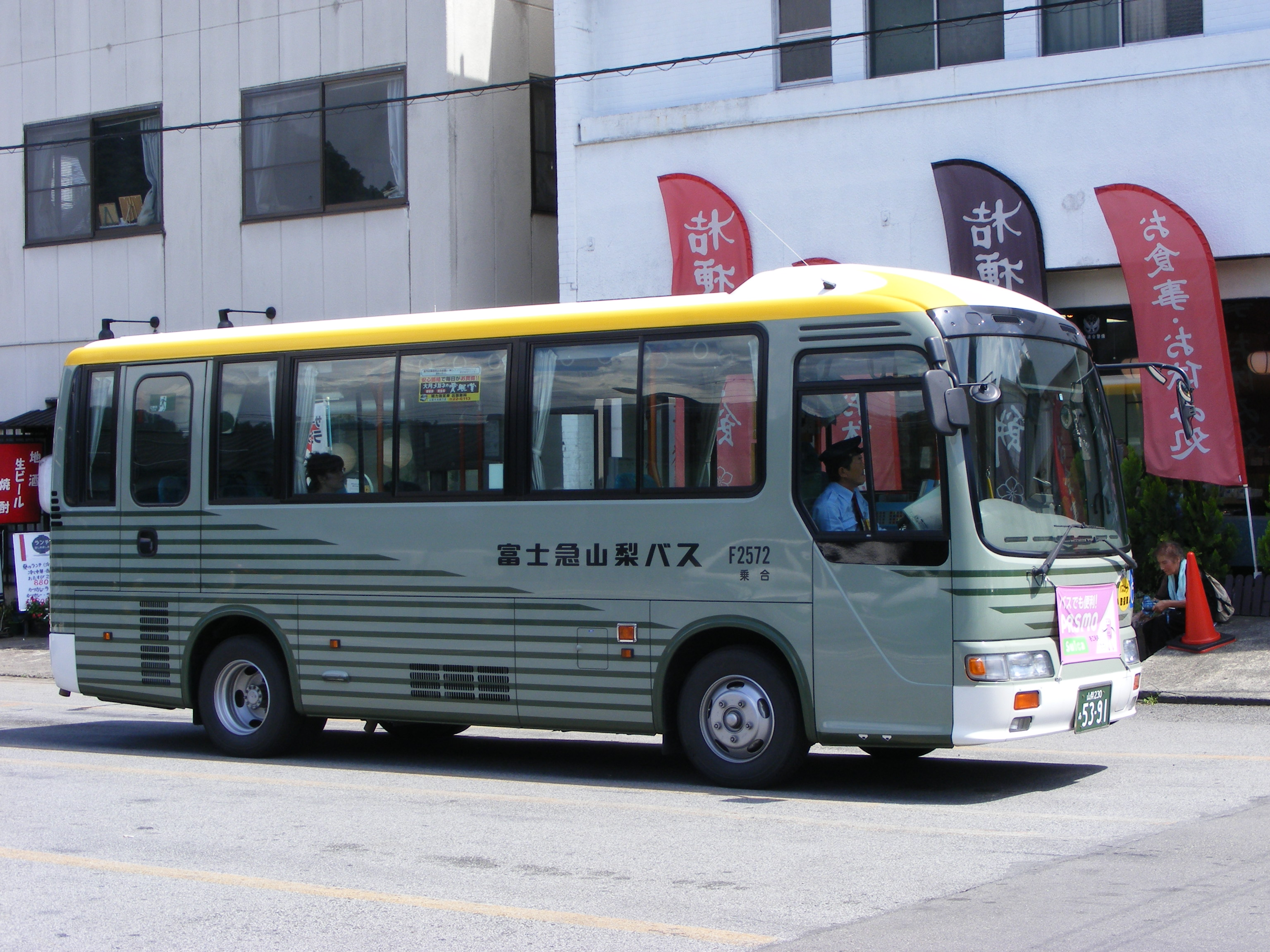
富士急山梨バス
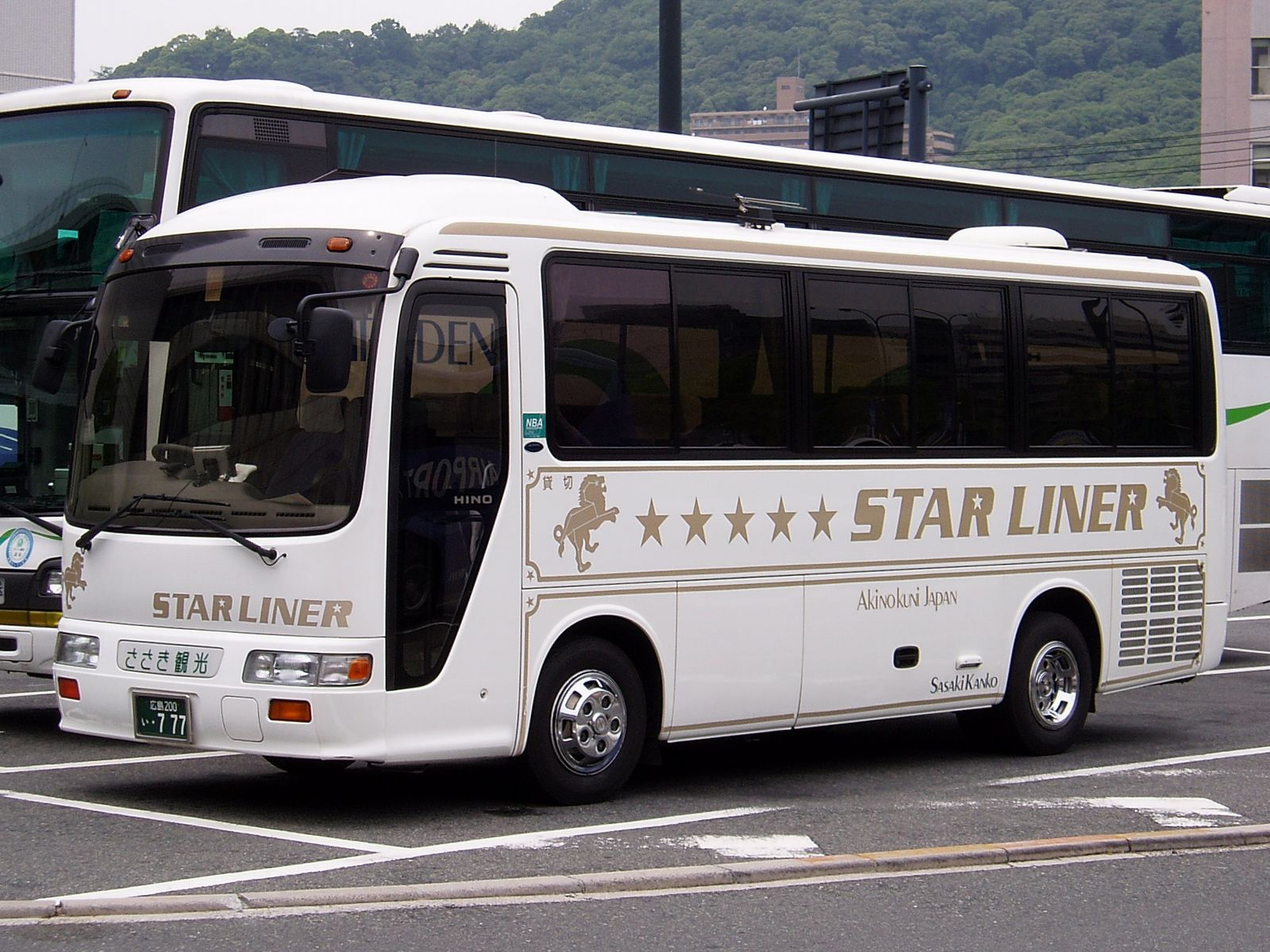
観光仕様 ささき観光

### BDG-RX6JFBA
2007年6月5日、マイナーチェンジを行い平成17年排出ガス規制に適合、国土交通省「低排出ガス重量車」（平成17年基準NOx/PM10%低減）に認定された。エンジンはJ05D-TE型 (132kW<180PS>) に変更。トランスミッションはパワーシフト式5速マニュアルのみで、オートマチックは従来採用されていたエクセディ社製のミッションが製造中止となったためレインボー (HR系)とともに廃止された。また車名ロゴが変更され、LIESSEよりもHINOの文字の方が大きくなった。観光系の下級グレードにはスイングドアが、デラックスでは床下トランクルームがそれぞれオプション設定された、リアウインドウ下部のHINOの文字からHINO LIESSEの文字タイプに変更された。
2011年8月、ポスト新長期規制（平成22年排出ガス規制）をクリアすることなく製造中止となった。これによりオリジナルのリエッセは16年の歴史に幕を閉じた。以降は、路線系は同年8月にポスト新長期規制に適合したポンチョ（HX系）がカバーする。また貸切・自家用向けは事実上リエッセIIがカバーすることになる。
しかし、ポンチョはリエッセに比べて車内のデッドスペースが多く座席定員が少ないほか、ホイールベースが長いため小回りが利かないという欠点がある。そのためポンチョによる代替が困難な路線では、本車種の生産終了によって後継車が確保できず、やむを得ず本車種を継続使用するか、減便・廃止に踏み切るケースも発生している。

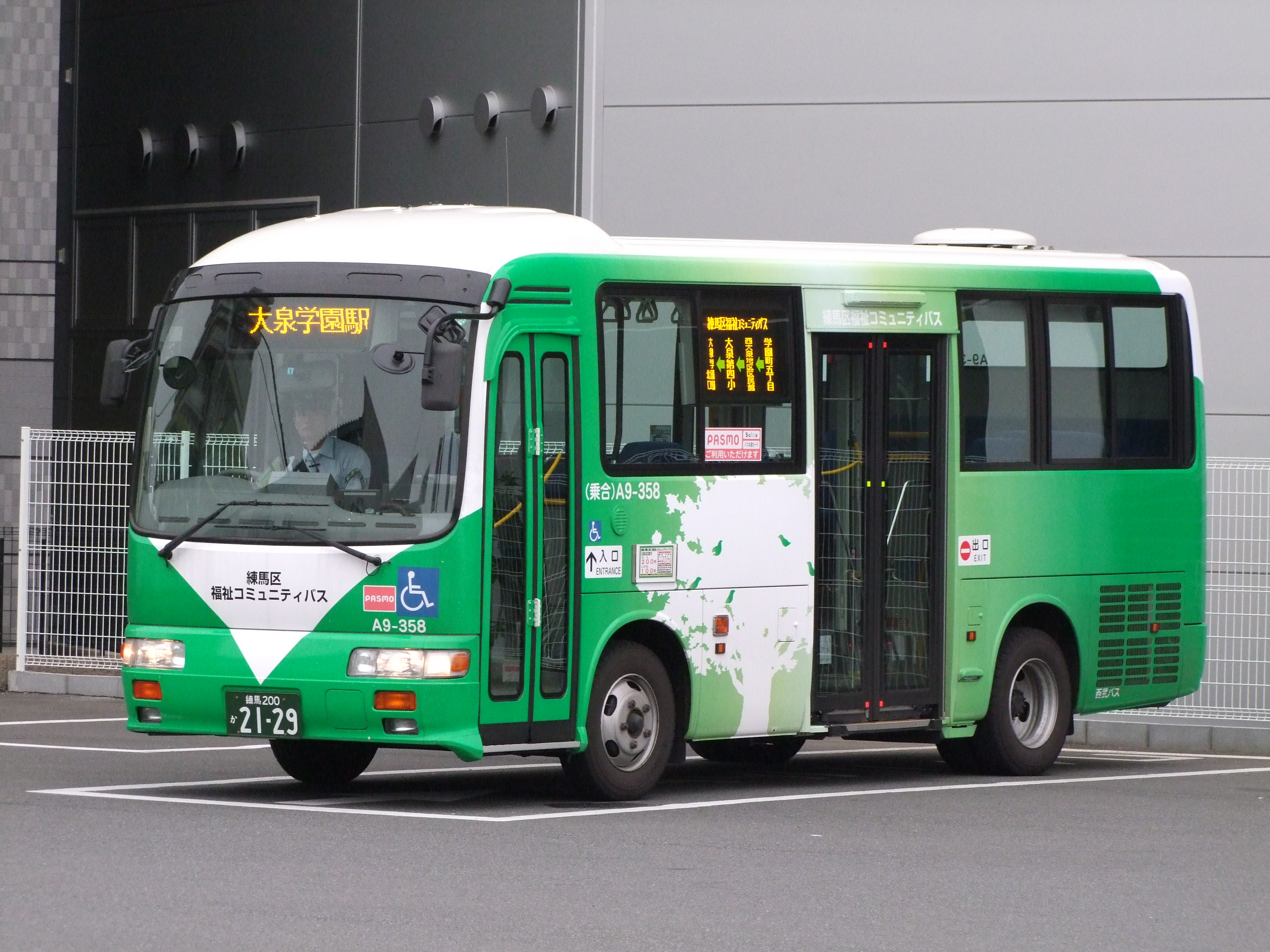
西武バス みどりバス 路線仕様 ステップリフトバス
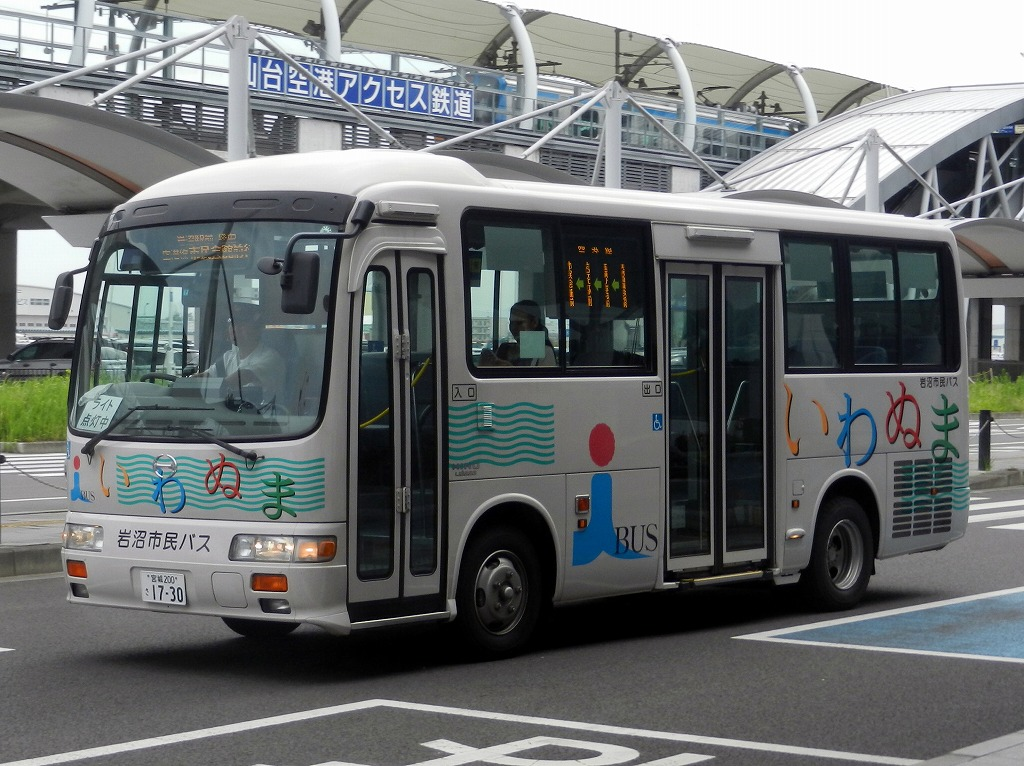
岩沼市民バス 路線仕様 ステップリフトバス
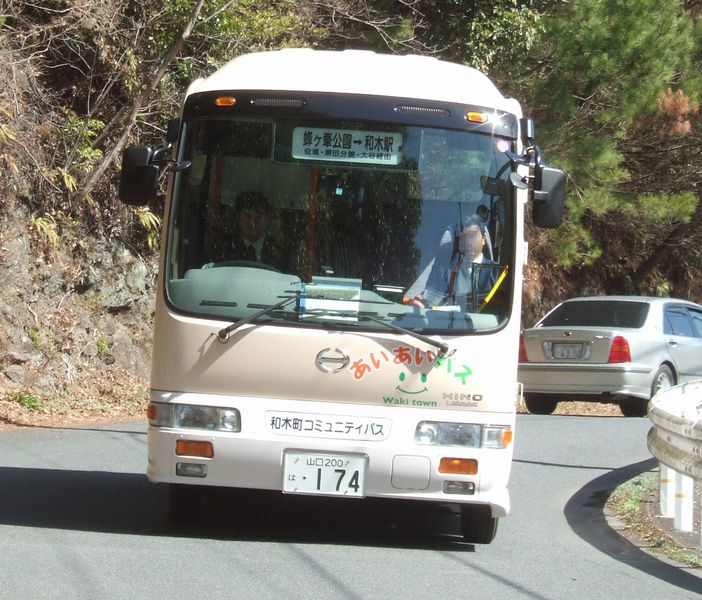
和木交通 観光仕様
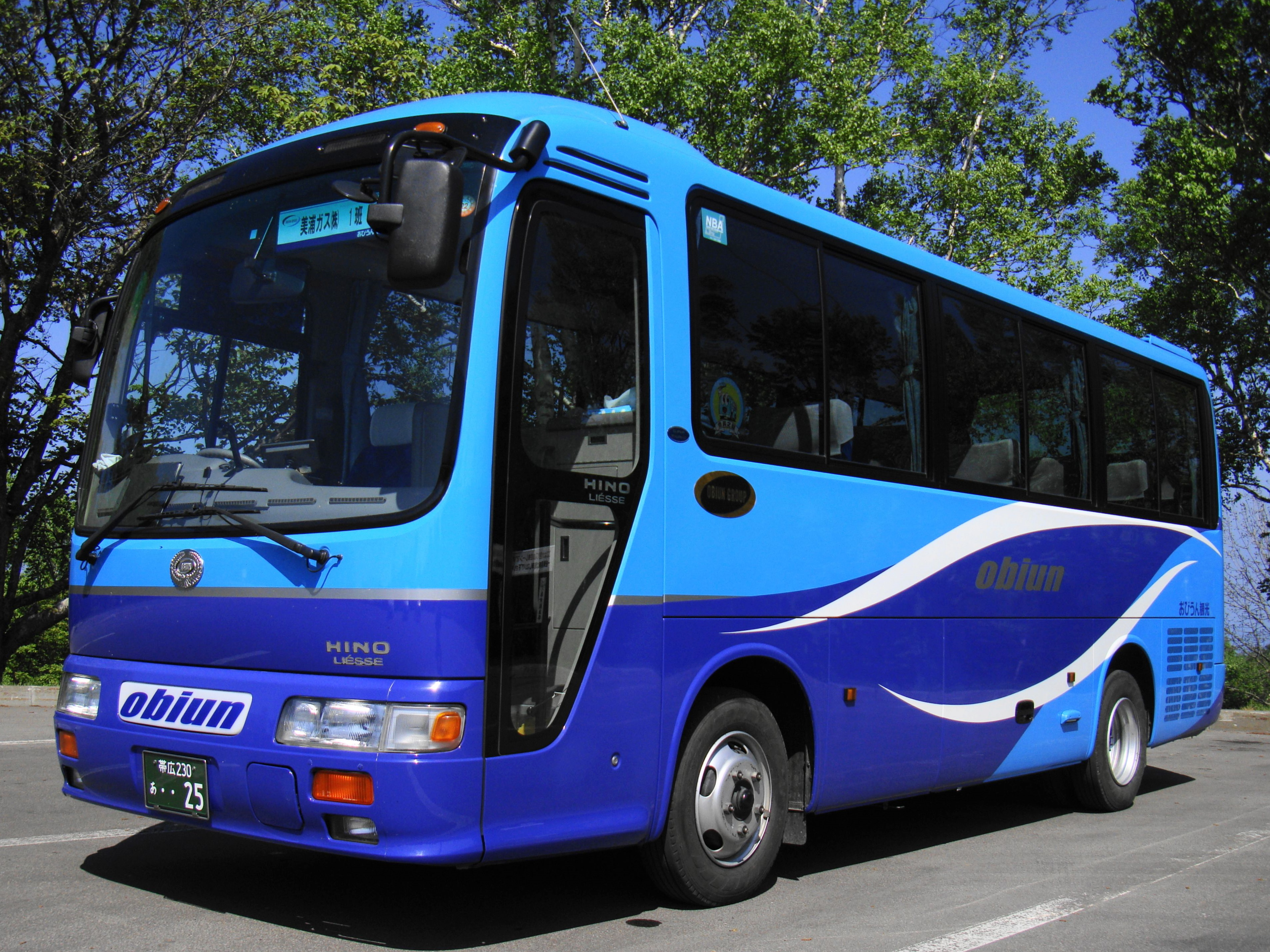
帯運観光 観光仕様

### 低公害改造車

#### CNGバス

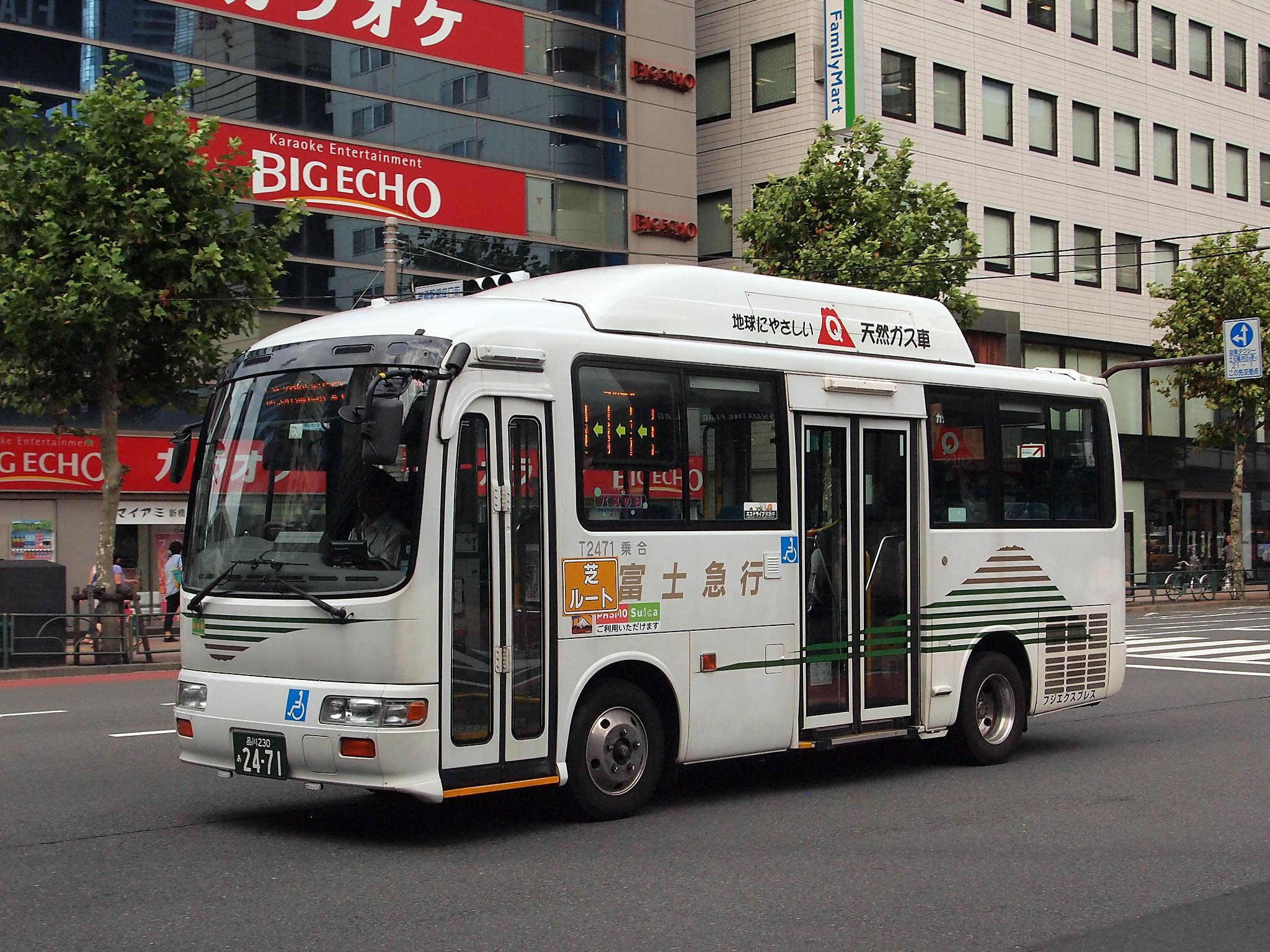
KK-RX4JFEA ちぃばす フジエクスプレス
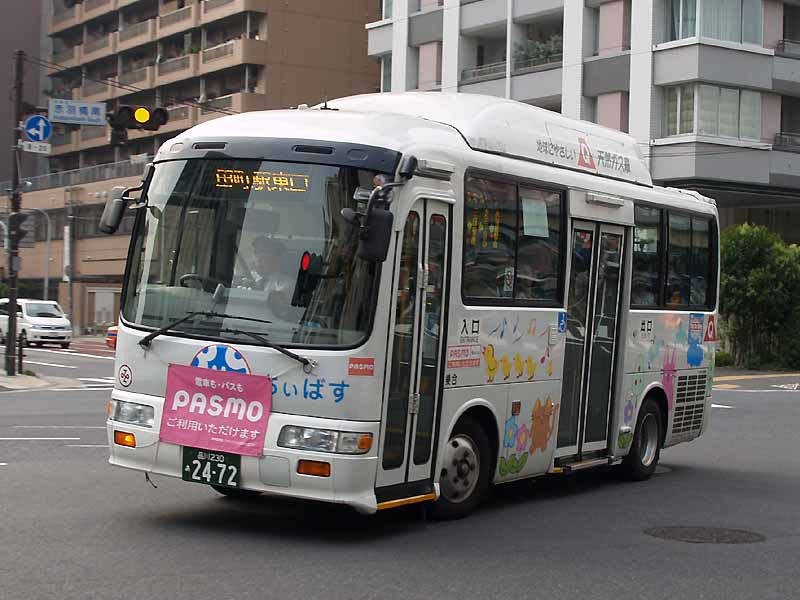
KK-RX4JFEA ちぃばす フジエクスプレス
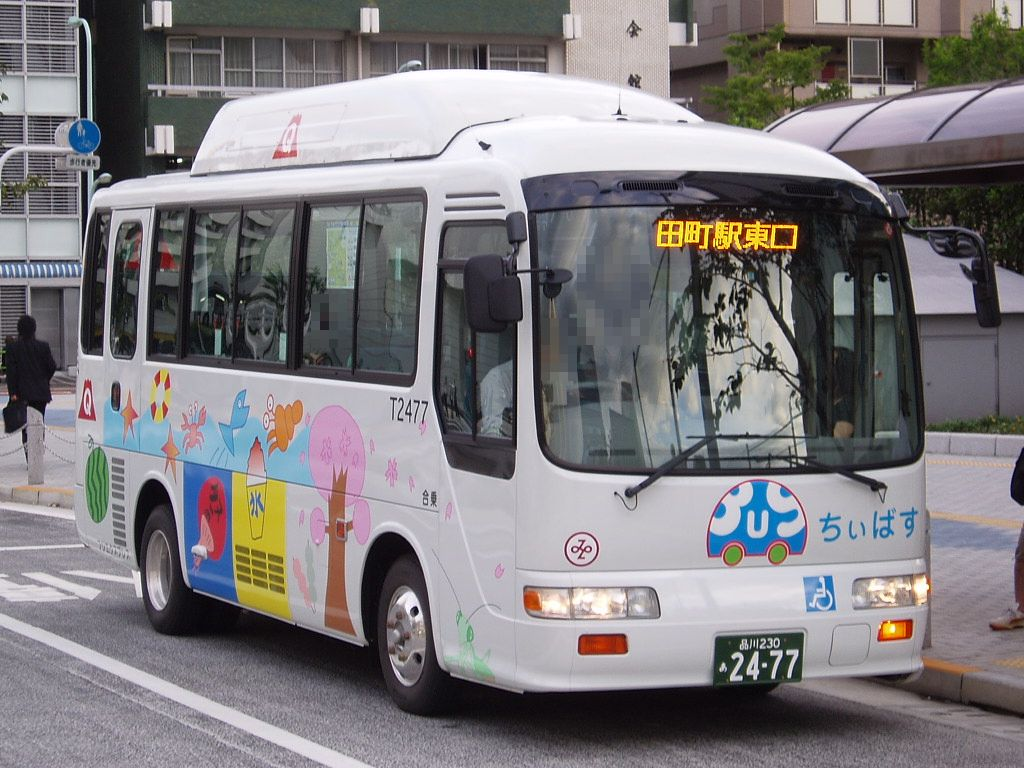
PB-RX6JFAA ちぃばす フジエクスプレス
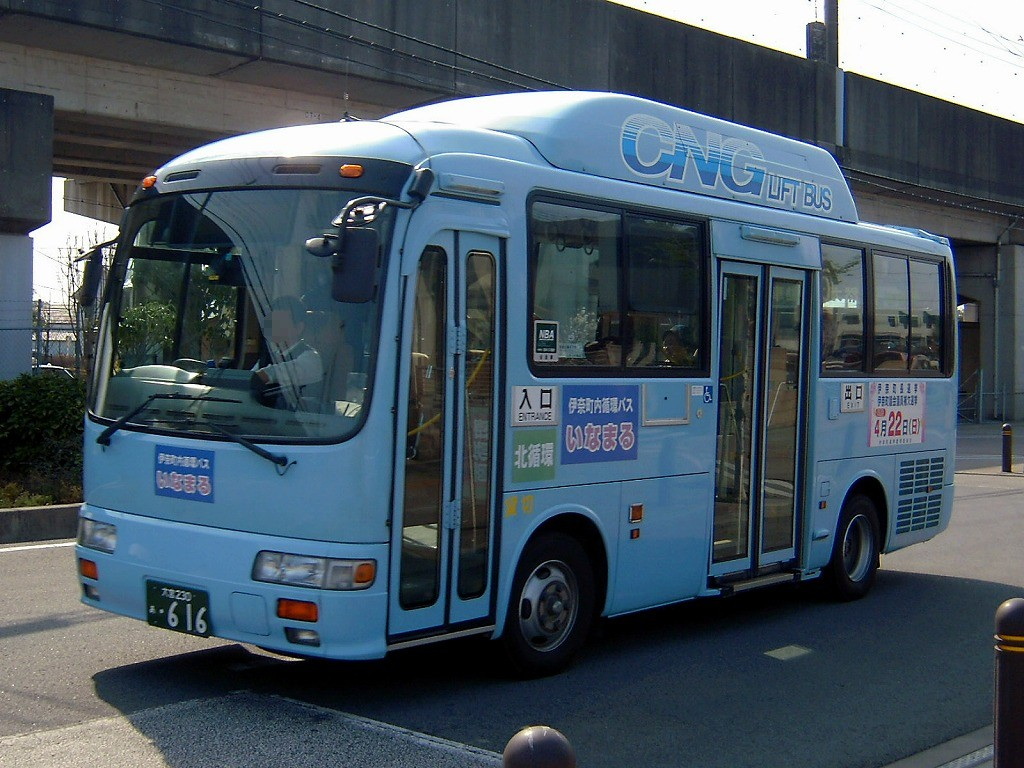
PB-RX6JFAA いなまる 協同バス

| CNG車 フラットフィールドによる改造室内CNG車と屋根上CNG車 KK-RX4JFEA京王バス中央（ちゅうバス）   |  | CNG車 フラットフィールドによる改造室内CNG車と屋根上CNG車 KK-RX4JFEA京王バス中央（ちゅうバス） |
| CNG車 フラットフィールドによる改造 室内CNG車と屋根上CNG車 KK-RX4JFEA 京王バス中央（ちゅうバス） |  |                                                                                               |

コミュニティバスなどで見られるCNG車はメーカー純正オプションではなく、株式会社フラットフィールド（神奈川県厚木市）、協同バスグループの株式会社協同（埼玉県行田市）が改造を行っている。
フラットフィールドは2000年10月にリエッセのCNG改造を開始し、同年11月25日運行開始の杉並区「すぎ丸」専用車両として、京王電鉄バス（当時）に1台（D20058号車）を納入した。これがリエッセのCNG改造車の第1号車であり、この車両はガスボンベを車内後部に搭載した室内CNG車であった。しかし後部座席スペースが犠牲となるため、その後はメーカー純正のCNG車同様、屋根上にガスボンベを置く方式が主流となった。なお、フラットフィールドのCNG改造車のボディ架装はヤナセが担当している。

協同バス（当時は協同観光バス）は、当初はフラットフィールド製のCNG改造車を購入していたが、2002年からは自社でCNG改造を手掛けるようになった。CNG改造車の歴史や、改造車両の納入先などの詳細については各社の記事を参照。
フラットフィールドによるCNG改造車

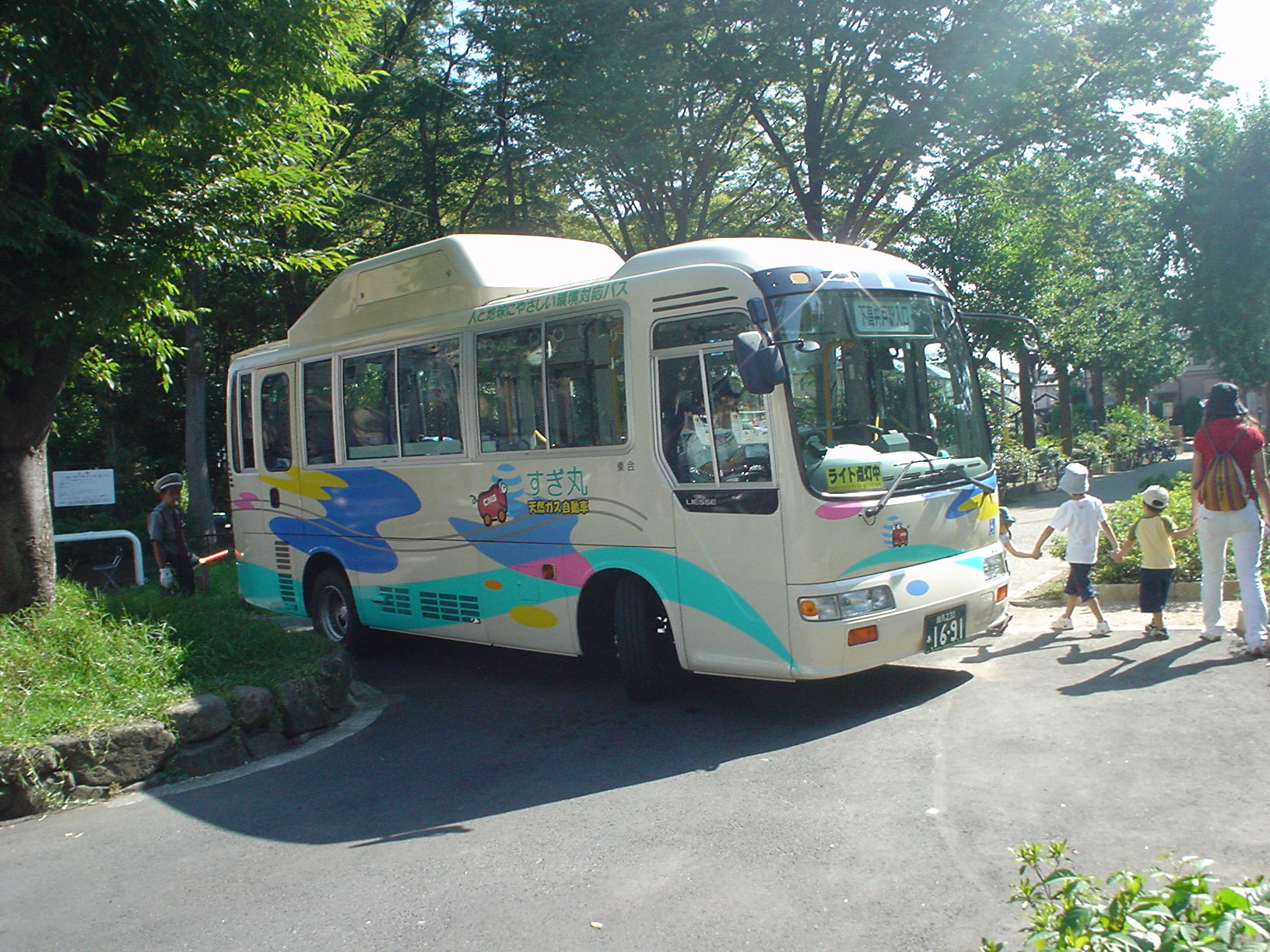
KK-RX4JFEA すぎ丸 京王バス東
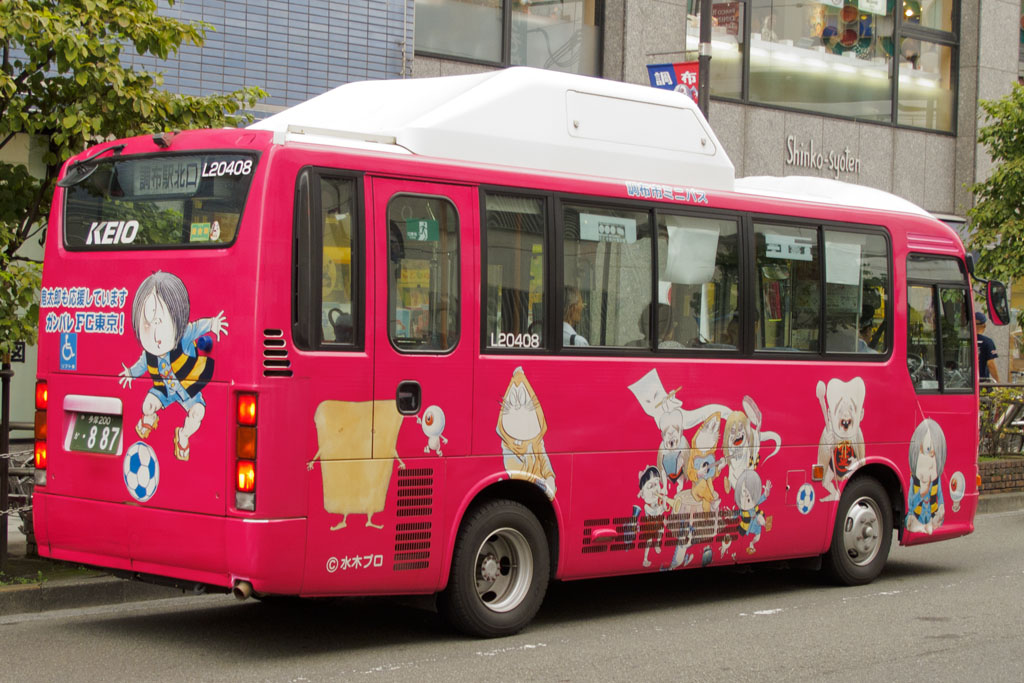
KK-RX4JFEA 調布市ミニバス 京王バス東
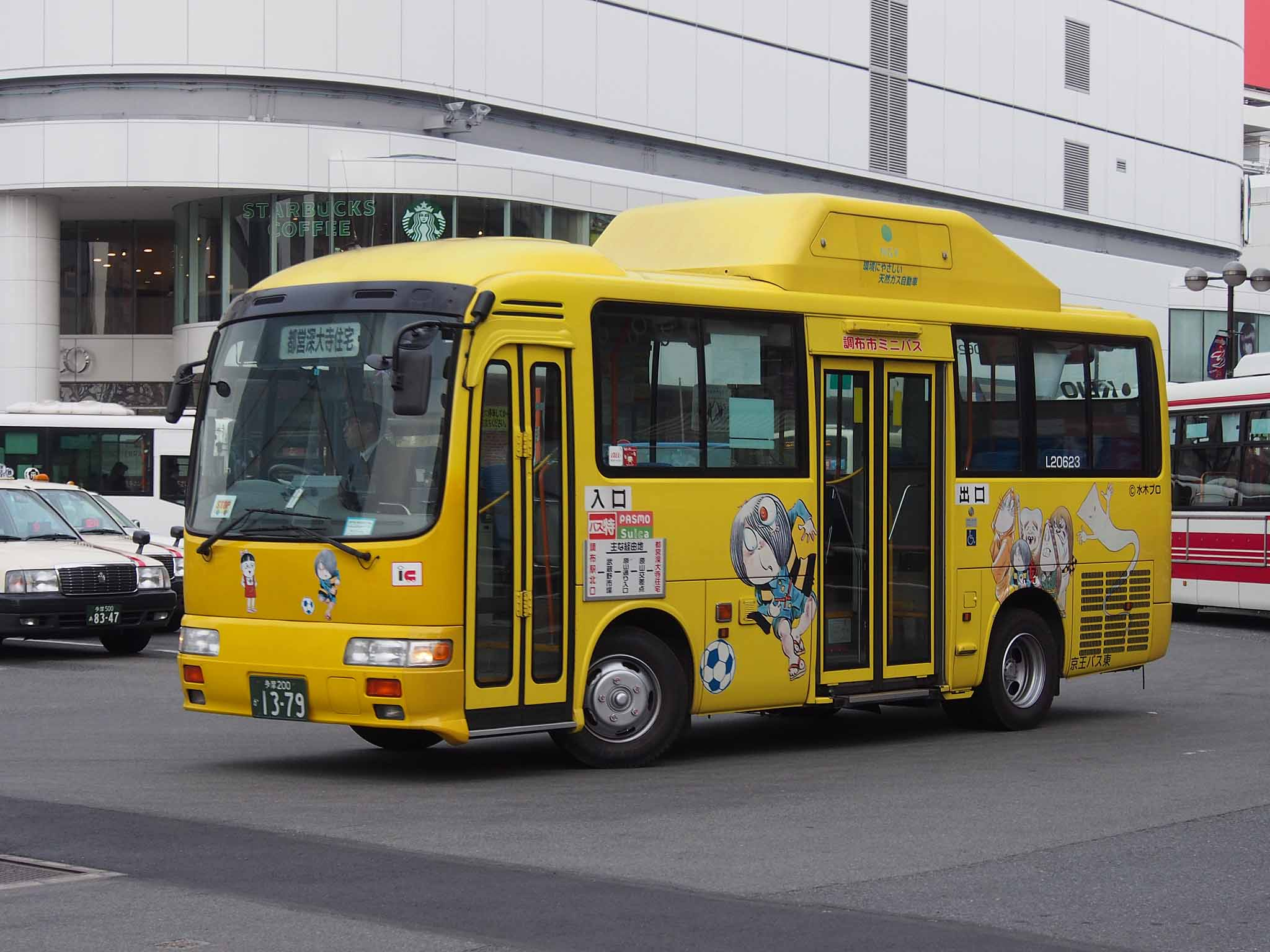
PB-RX6JFAA 調布市ミニバス 京王バス東
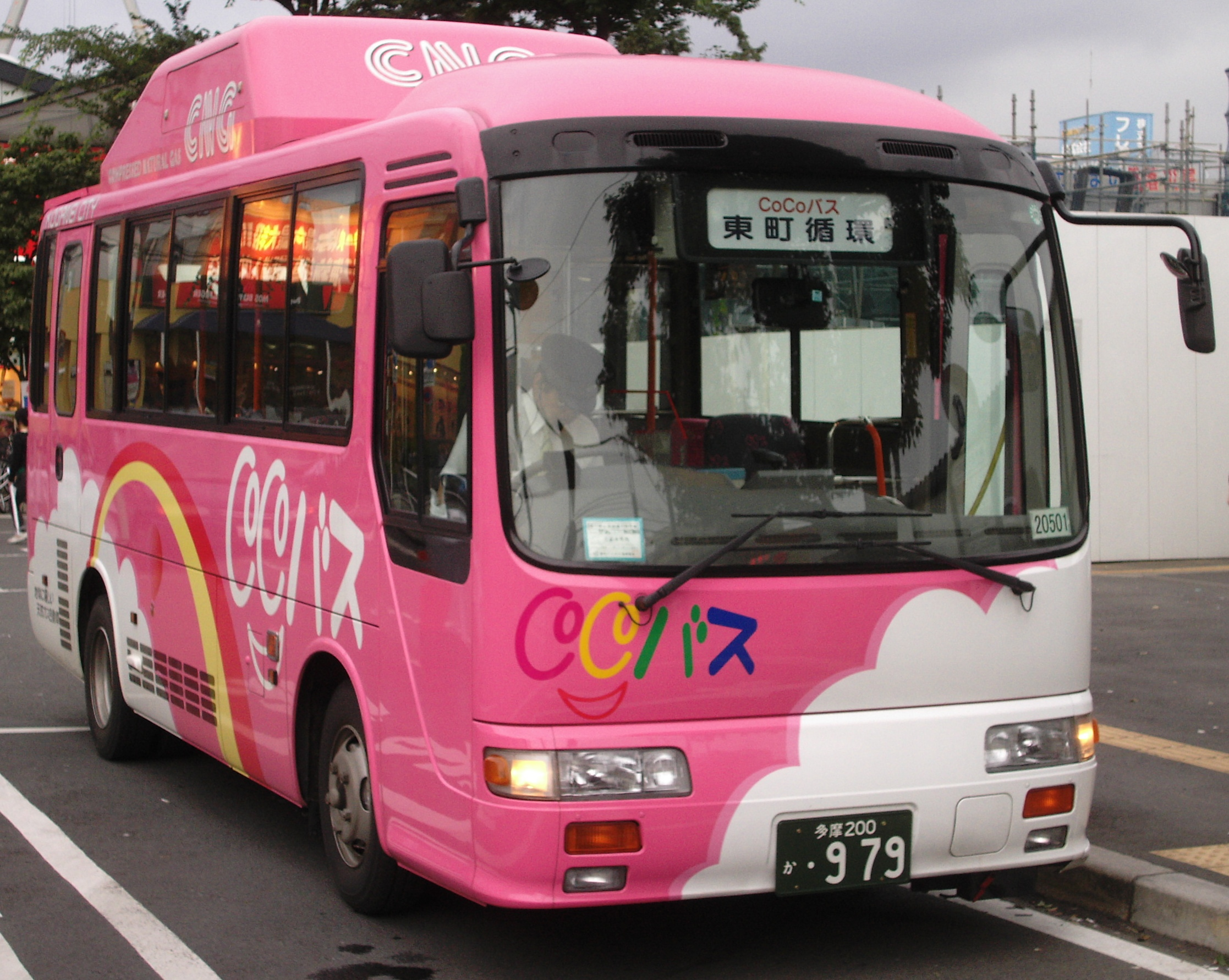
PB-RX6JFAA CoCoバス 京王バス中央
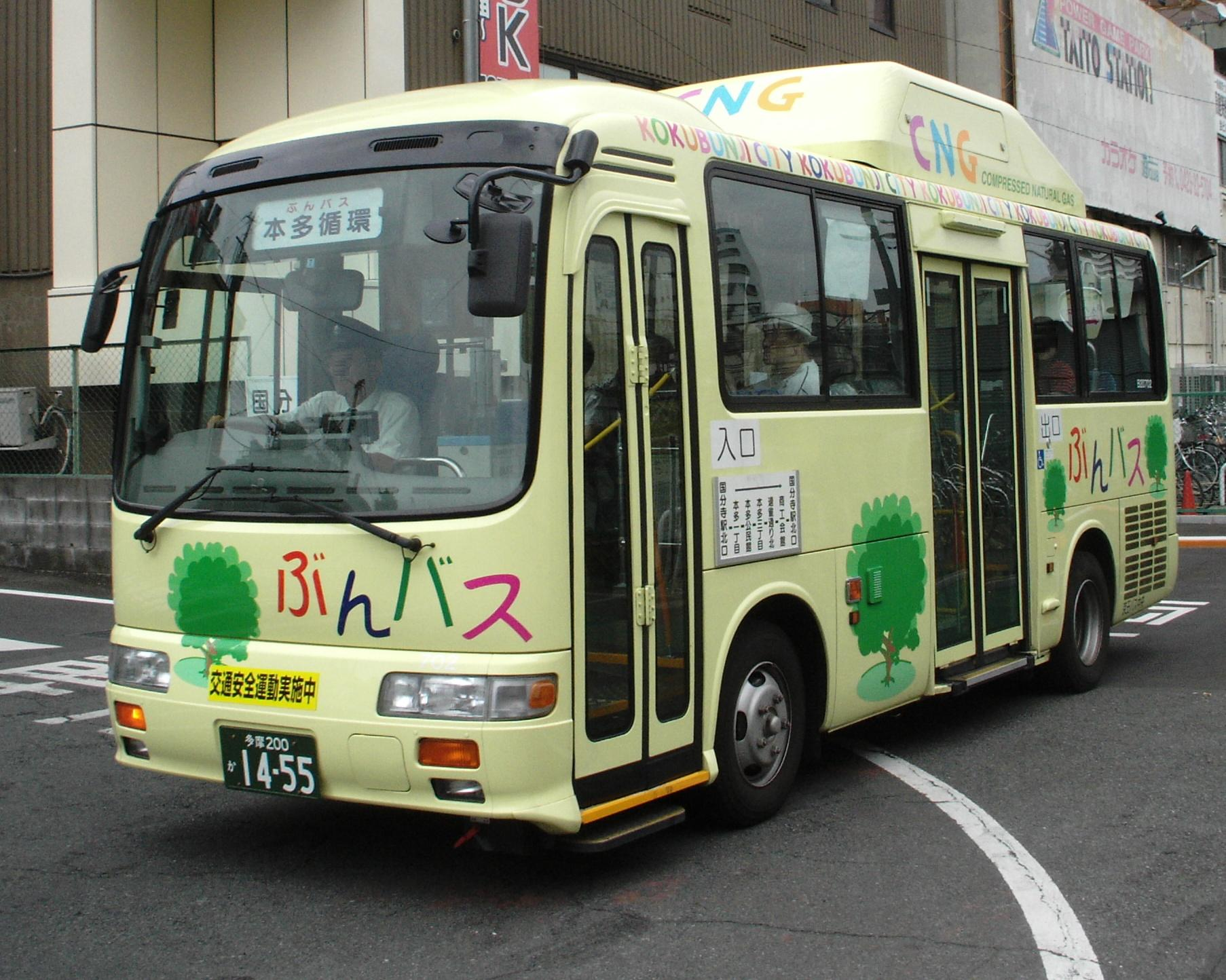
PB-RX6JFAA ぶんバス 京王バス中央
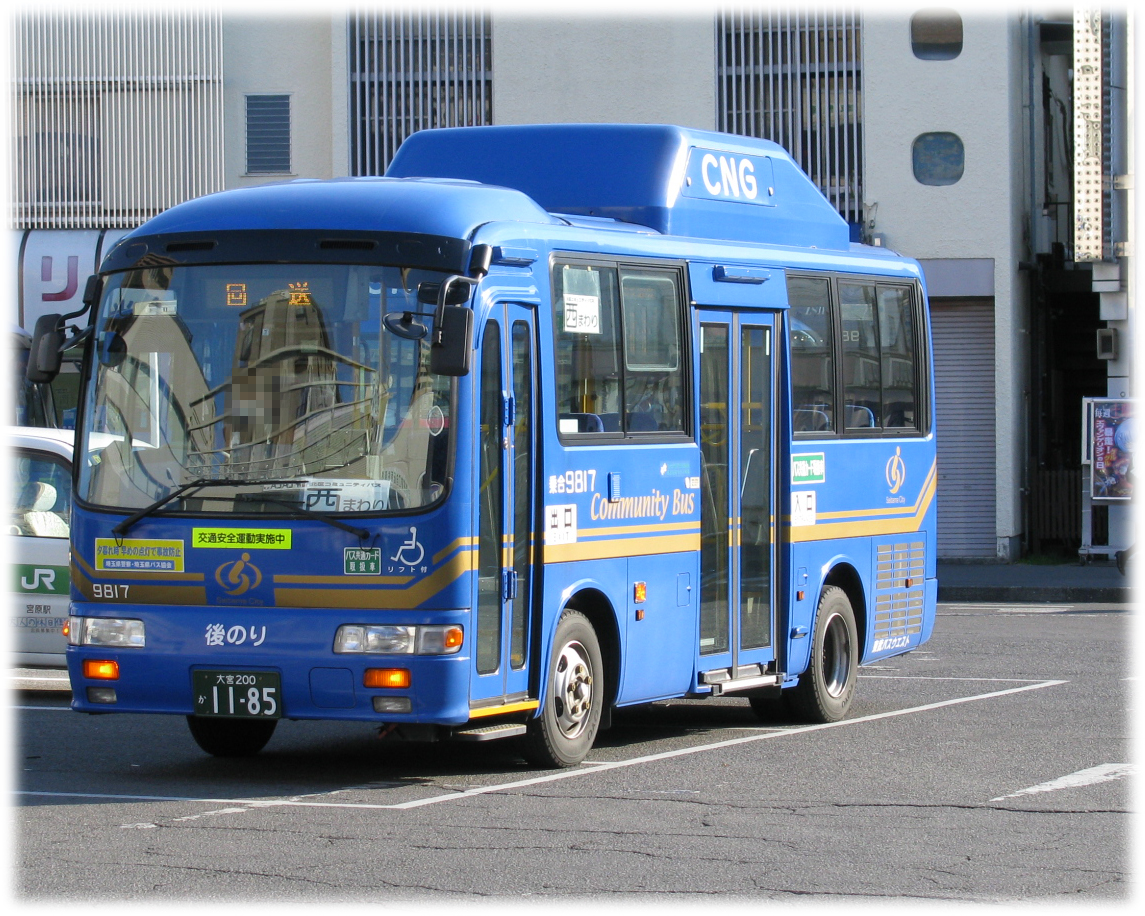
PB-RX6JFAA さいたま市コミュニティバス 東武バスウエスト
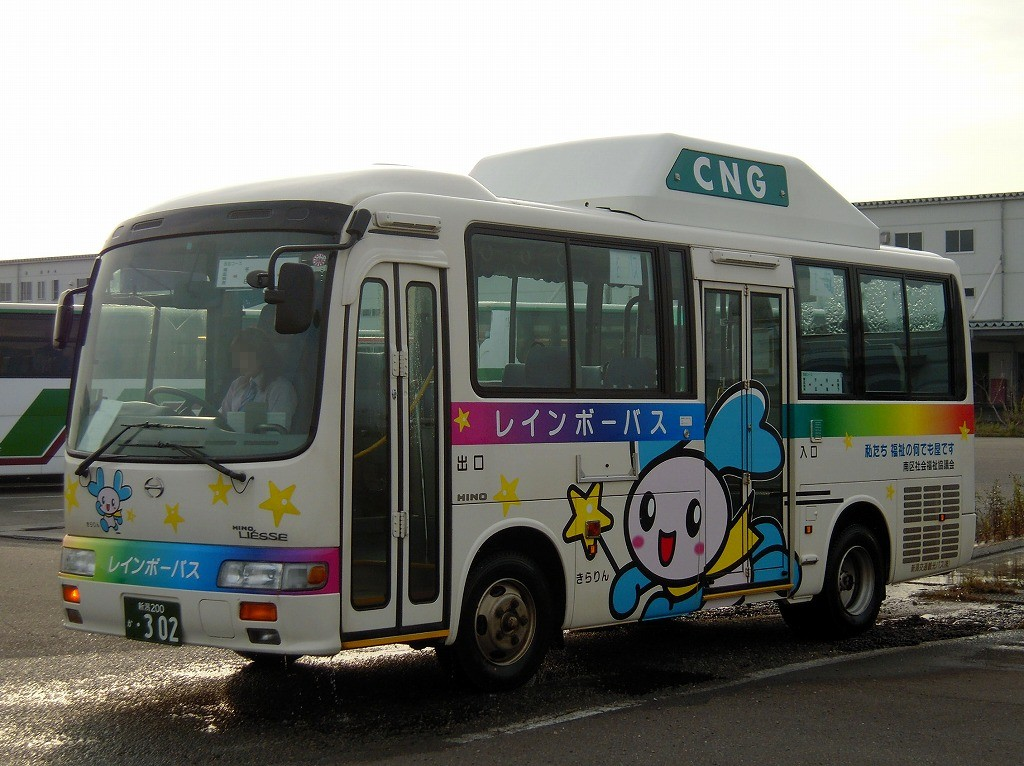
PB-RX6JFAA 南区レインボーバス 新潟交通観光バス

協同によるCNG改造車
- KK-RX4JFEA
ちぃばす
フジエクスプレス
- KK-RX4JFEA
ちぃばす
フジエクスプレス
- PB-RX6JFAA
ちぃばす
フジエクスプレス
- PB-RX6JFAA
いなまる
協同バス

#### 水素燃料エンジンバス

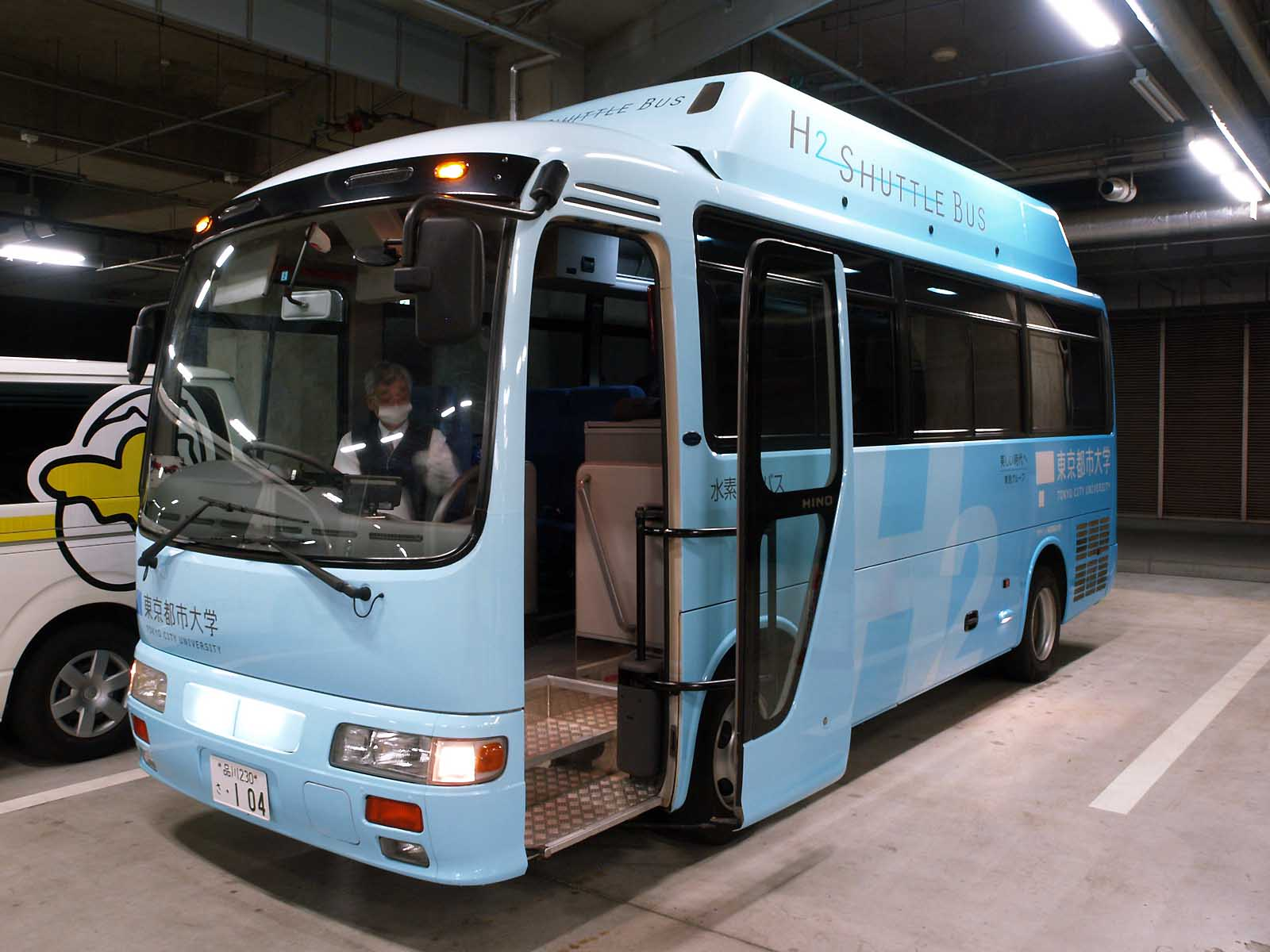
水素燃料エンジンバス
東京都市大学と日野自動車による共同開発
改造はフラットフィールドが担当

2009年4月3日、東京都市大学がリエッセ（PB-RX6JFAA）をベースとした水素燃料エンジン搭載バスの開発に成功したことをプレスリリースにて発表。日本自動車研究所の技術審査を通過して、国土交通省からナンバープレートを取得し、水素燃料エンジンを搭載したバスとしては日本初となる公道での走行を可能とした。東京都市大学と日野自動車が共同開発し、フラットフィールドが改造を手掛けた。
東京都市大学による改造車は、同2009年9月29日から10月12日まで東京駅周辺を運行し、低炭素地域づくりを目指す「大丸有地区・周辺地区環境交通社会実験」に協力した。
またその後も、フラットフィールド改造による水素燃料エンジンバスが製作され、山梨交通で実証運行が行われた。

## リエッセII
リエッセII（リエッセ ツー、LIÉSSE II）は、トヨタ自動車からコースターのOEM供給を受けて日野ブランドで販売しているマイクロバスである。リエッセを日野の親会社であるトヨタにコースターRとしてOEM供給することに対し、その見返りとして供給を開始した。

### 初代（B40・B50系）
詳しい車種説明は、トヨタ・コースター#3代目・B40、50系（1992年 - 2017年）を参照。
1996年6月発売。レインボーABの実質上の後継車で、ラインナップはコースターと共通である。
コースターとの違いは、車名表記の位置（コースターは後ろなのに対し、リエッセIIは前）、助手席セーフティウインドウとリアガラスのHINOロゴの表記のみである。
2004年（平成16年）7月、新短期規制に適合させるため、国内での1HD、1HZの各6気筒ディーゼルエンジンと、B系4気筒ディーゼルエンジンが廃止され、ディーゼルエンジンは全て自社製のN04C-T系となり、車両型式記号はXZBとなる。
2007年（平成19年）7月24日、マイナーチェンジが行われた。ディーゼルエンジンを新長期排出ガス規制に適合され、ATを全車6速に変更、MTは6速が廃止され、全車5速化された。同時に、ヘッドライトも変更された。
2011年8月22日、ポスト新長期排出ガス規制にともなうマイナーチェンジ。日野が販売するバスのうち、いすゞ開発担当車ならびにトヨタからのOEM車では初めて「AIR LOOP」の名称を採用した（搭載エンジンが日野製のため）。
2015年1月13日の改良では燃費を向上させ、110kW（150PS）エンジン搭載車は平成27年燃費基準を達成。客席シートにELR付3点式シートベルトを、補助席にはELR付2点式シートベルトを標準装備とした。またリクライニングの標準化、シート形状の改良を行った。
マカオの岐関車路有限公司と信徳国旅では、コースター同様ミニバス（中国語: 公共小巴）として導入している。

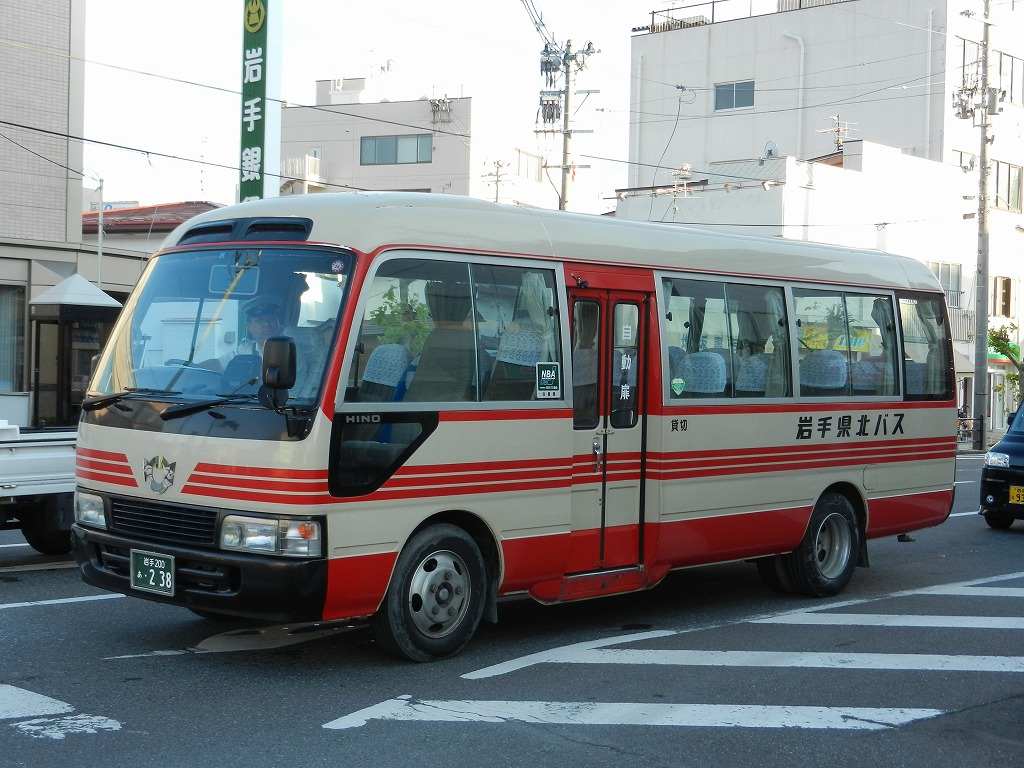
1996年から2001年のモデル（岩手県北自動車）
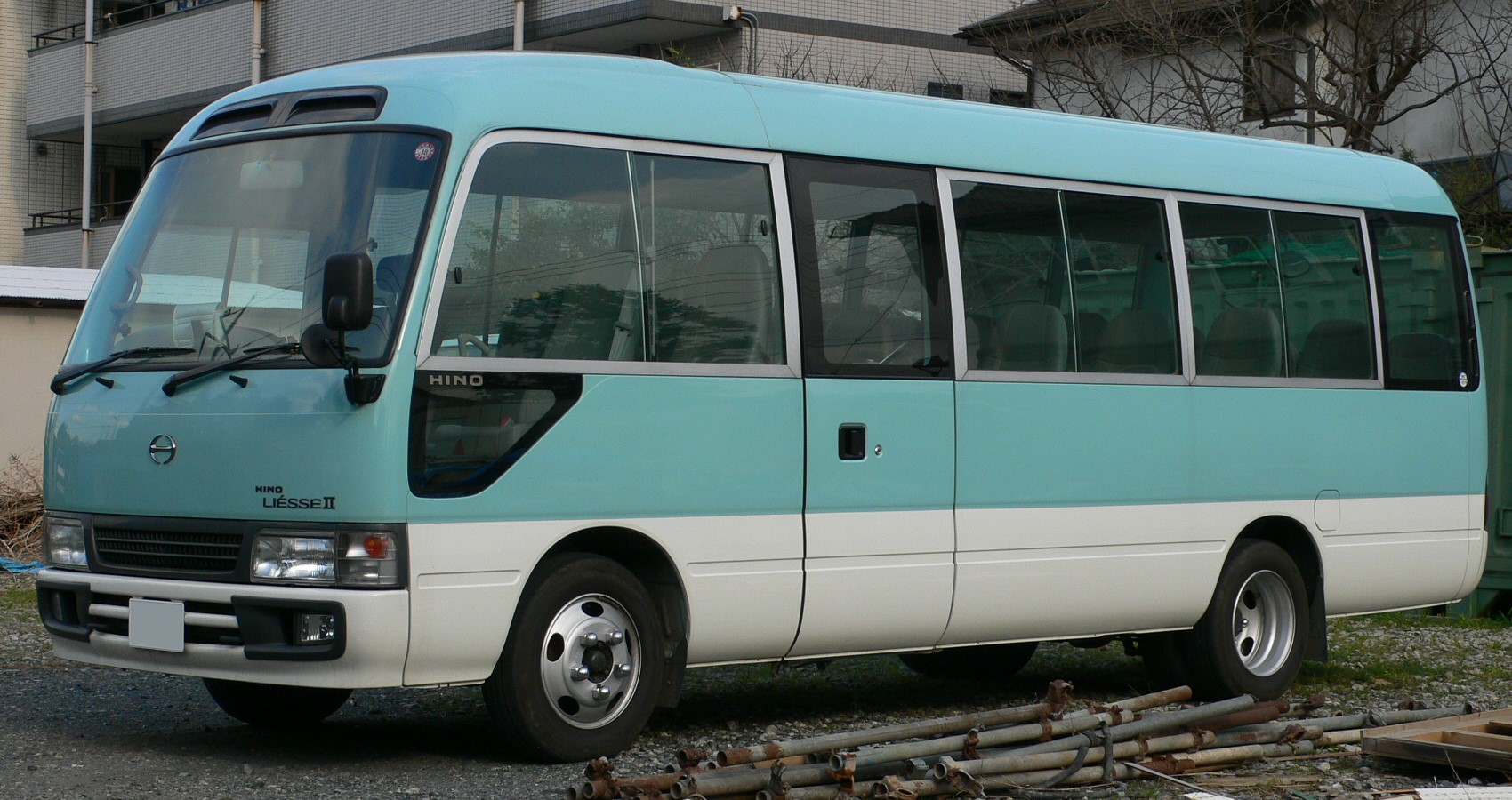
2001年から2007年のモデル
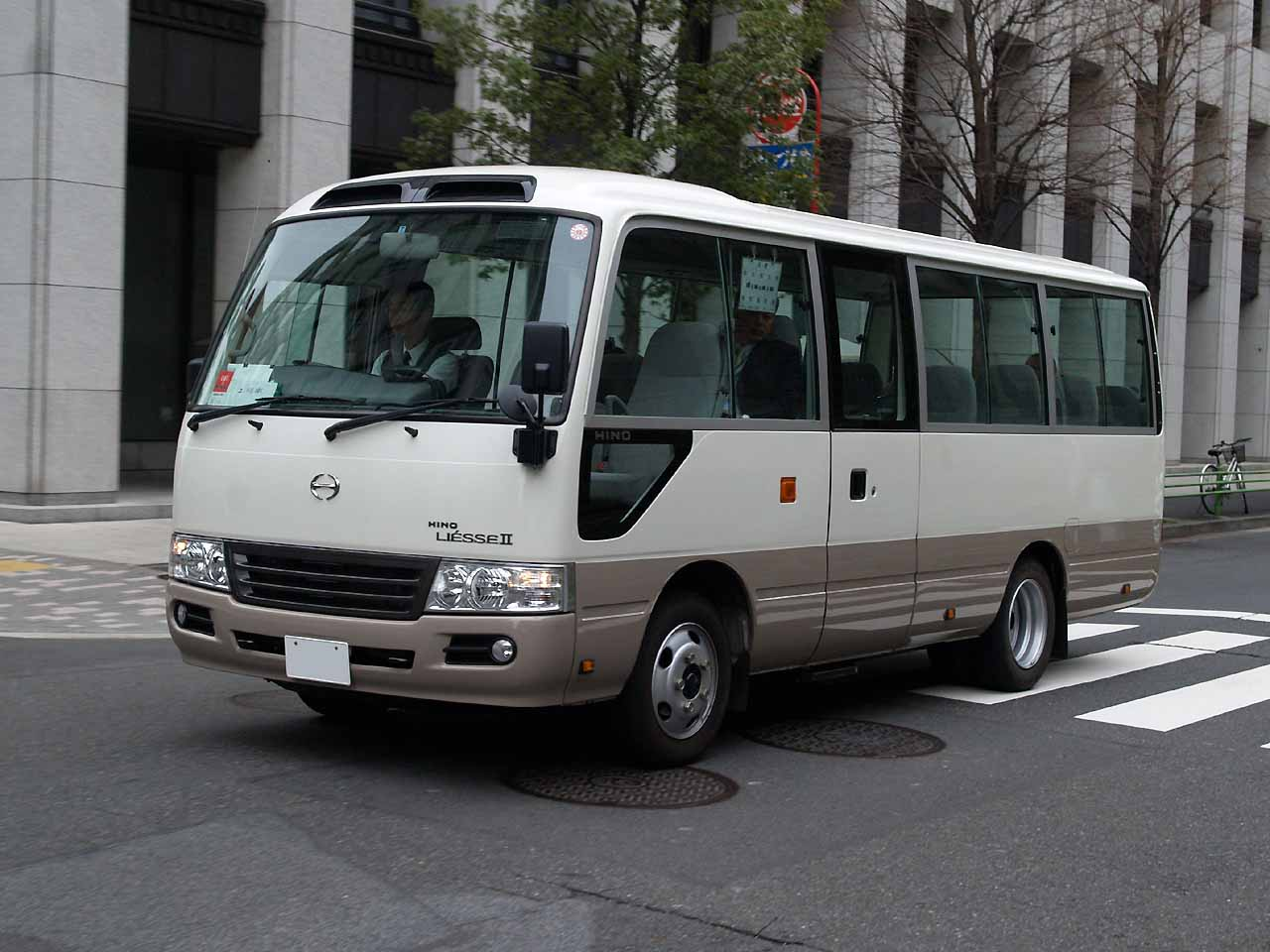
2007年から2011年のモデル
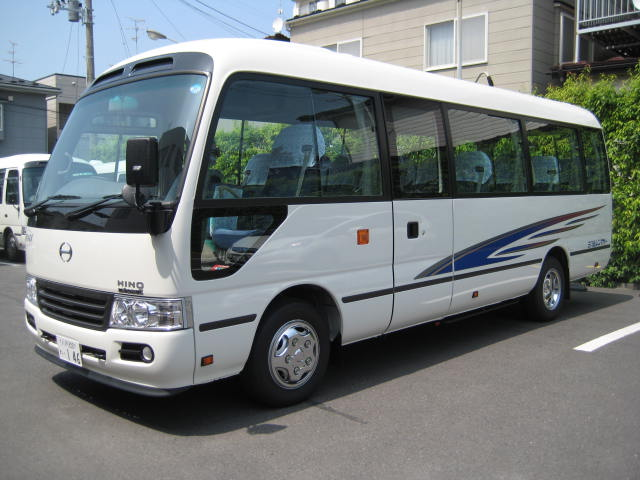
2015年シートベルト改良モデル（三八五オートリース）

### 2代目（B60・B70・B80系）
詳しい車種説明は、トヨタ・コースター#4代目・B60/B70/B80系（2017年 - ）を参照。
OEM元のコースターが2016年12月22日に4代目へモデルチェンジしたことを受け、その4日後の同年12月26日にリエッセIIも2代目へフルモデルチェンジすることが発表された。なお、発売はOEM元のコースターに先行して2017年1月6日からとなった（OEM元のコースターは2017年1月23日発売開始）。
2018年6月22日に、前日のコースターの一部改良を受け改良モデルを発表（7月2日発売）。幼児専用車を除く全車に歩行者の検知にも対応したミリ波レーダー（フロントバンパー中央に装着）+単眼カメラ（フロントウインドウ上部中央に装着）方式のPCS（衝突被害軽減ブレーキ）、車線逸脱警報、オートハイビームが標準装備された。なお、商標権の関係で「Toyota Safety Sense」の呼称は使用されない他、レーンディパーチャーアラートは車線逸脱警報に置き換えて称される。
2019年7月19日に、前日のコースターの一部改良を受け改良モデルを発表（8月1日発売）。エンジン各部の協調制御が適正化された新型エンジン「N04C-WA型（「GX」のロングボデー・AT車、「EX」のAT車は「N04C-WB型」）」に換装するとともに、高性能触媒DPRと尿素SCRの採用により、平成28年排出ガス規制に対応するとともに、全車平成27年度燃費基準（「N04C-WA型」搭載の一部グレードは+5%）を達成。「LX」・「GX」にはにスーパーロングボデー車（コースターの「超ロングボディ」に相当）が追加設定された。
2020年12月22日に、同年12月18日のコースターの一部改良を受け改良モデルを発表（2021年1月6日発売）。PCS、車線逸脱警報、オートハイビームを幼児専用車にも装備されたことで全車標準装備となり、併せて、全車で2021年9月1日より適用される車載式故障診断装置搭載の義務化に対応したJ-OBDII（Japan On-board diagnosisII）適合モデルとなった。
トヨタ自動車は2022年10月、日野自動車の燃費不正問題に対応するため、翌2023年3月より一部仕様をトヨタ開発の1GDエンジンを搭載して発売すると発表。一方で日野自動車開発のN04Cエンジン（尿素SCRシステム搭載）を搭載する仕様については、燃費改良の目処が立っていないとした。なお、出荷自体は同年2月時点でモデル切替のため停止していた。
2023年3月15日に、コースターの一部改良を受けて改良モデルを発表し、約1年1ヶ月ぶりに販売を再開した。前述のとおり、エンジンをトヨタ自動車が開発した1GD-FTV型に換装。従来モデルのN04C-WA型と最高出力・最大トルクを同等レベルとしつつ、総排気量を2,754ccへダウンサイジングされた。併せて、車両走行中に乗務員に異常が発生した場合に乗務員がドライバー席スイッチを押す、または乗客が車内に設置された客席スイッチを押すことで車両が制動を開始し、徐々に速度を落とし停止させるドライバー異常時対応システム（EDSS:Emergency Driving Stop System）とオートマチックハイビームを全車に標準装備し、安全性能を強化。また、「LX」と「GX」のロングボデー車には、リアシートを7列に増やした特設（「LX 特設27人乗り」、「GX 特設26人乗り」）を新設した。なお、今回の一部改良により、車両型式がGDB系に変更された。

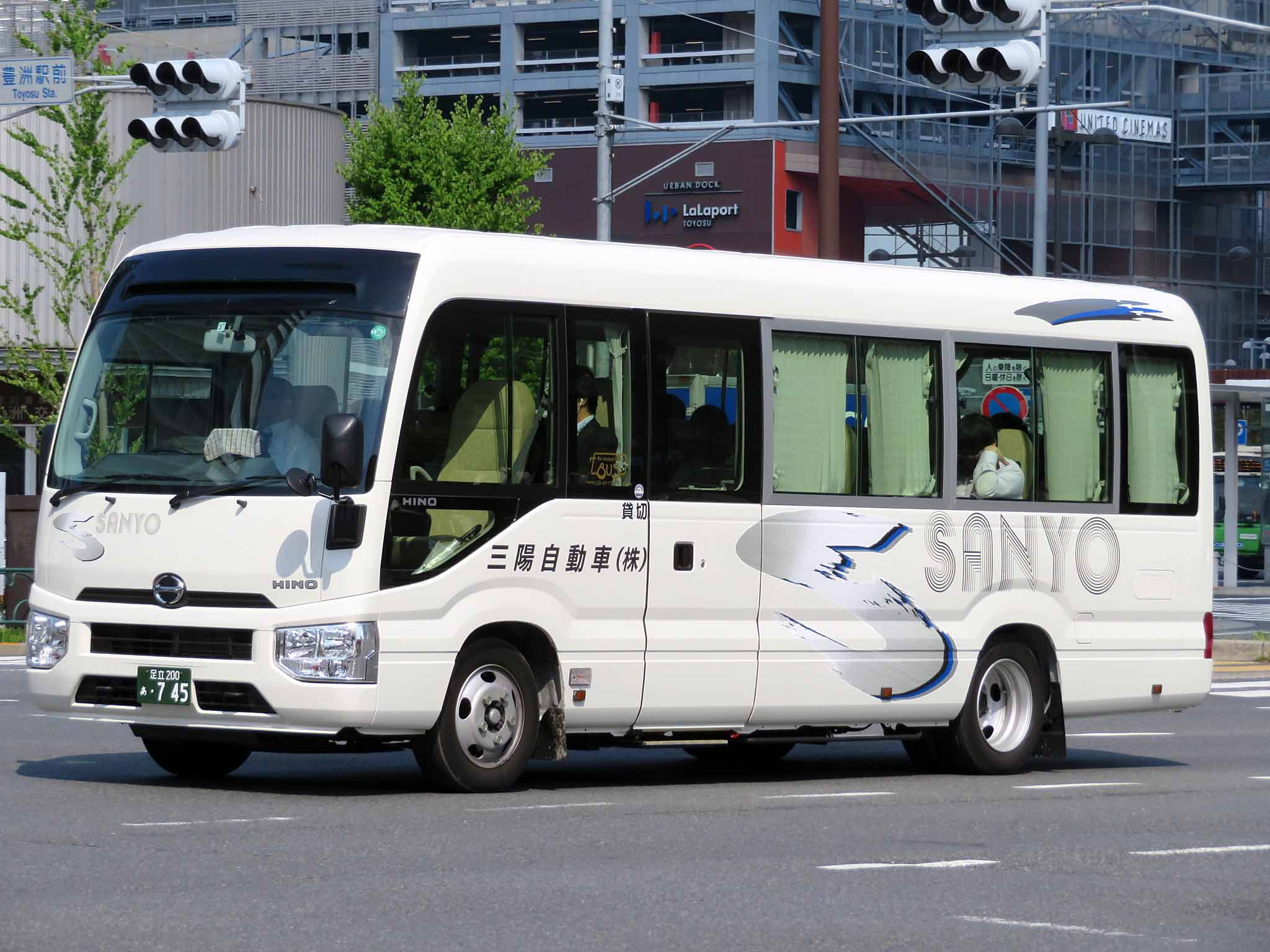
2016年12月販売型（三陽自動車）

## トヨタ・コースターR
1996年6月販売開始。コースターをリエッセIIとして日野にOEM供給したのと引き換えに、リエッセをトヨタ自動車にコースターRという名前でOEM供給。型式はKC-RX4JFAT。ラインナップは路線仕様がない以外、リエッセと同一。
1999年に平成10年排出ガス規制をクリア、型式はKK-RX4JFETとなる。その後いすゞへジャーニーJの名前で供給するため、平成15年排出ガス規制をクリアすることなく、2004年8月に販売を終了した。

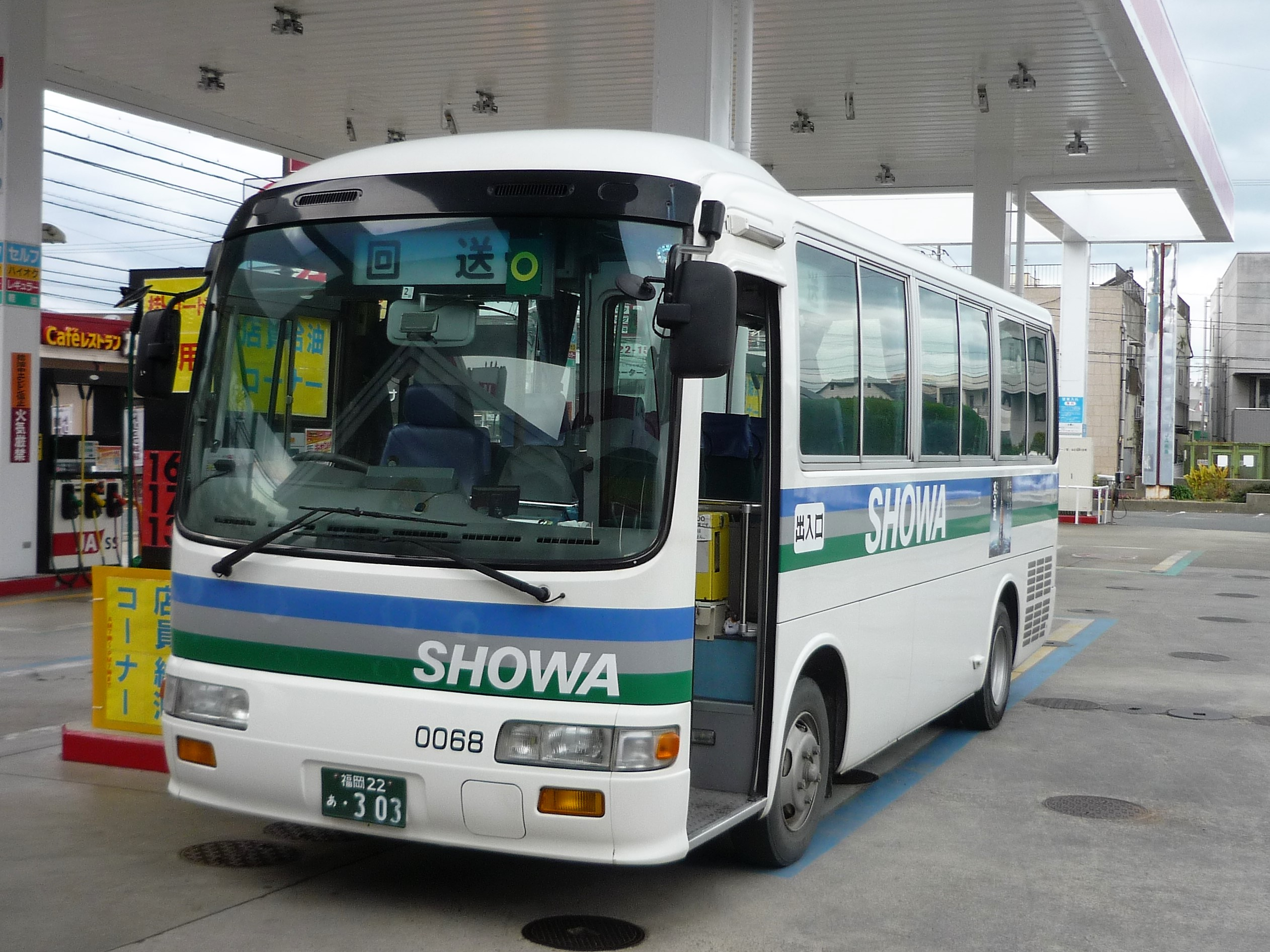
KC-RX4JFAT 昭和自動車
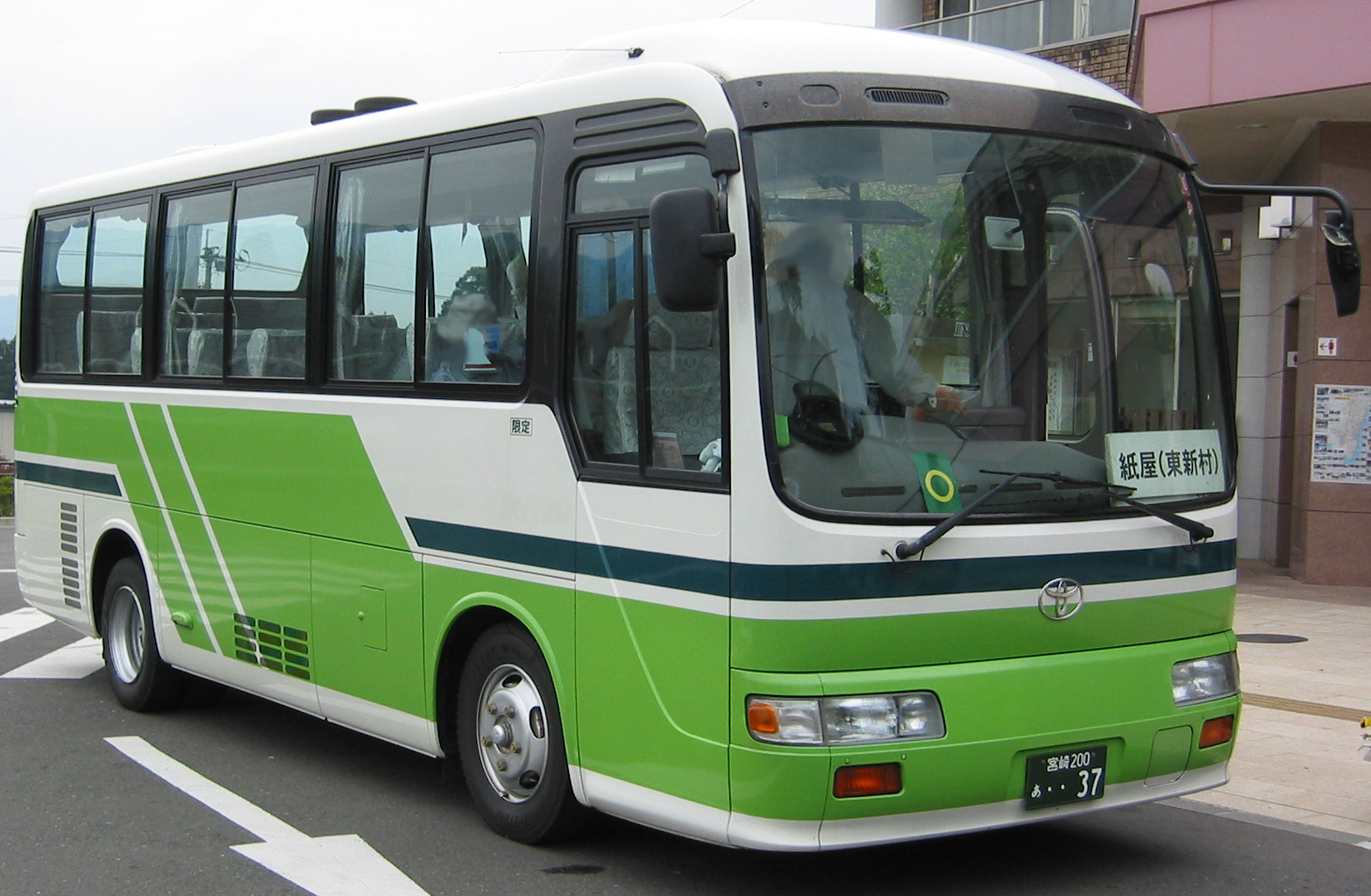
KK-RX4JFET 三和交通
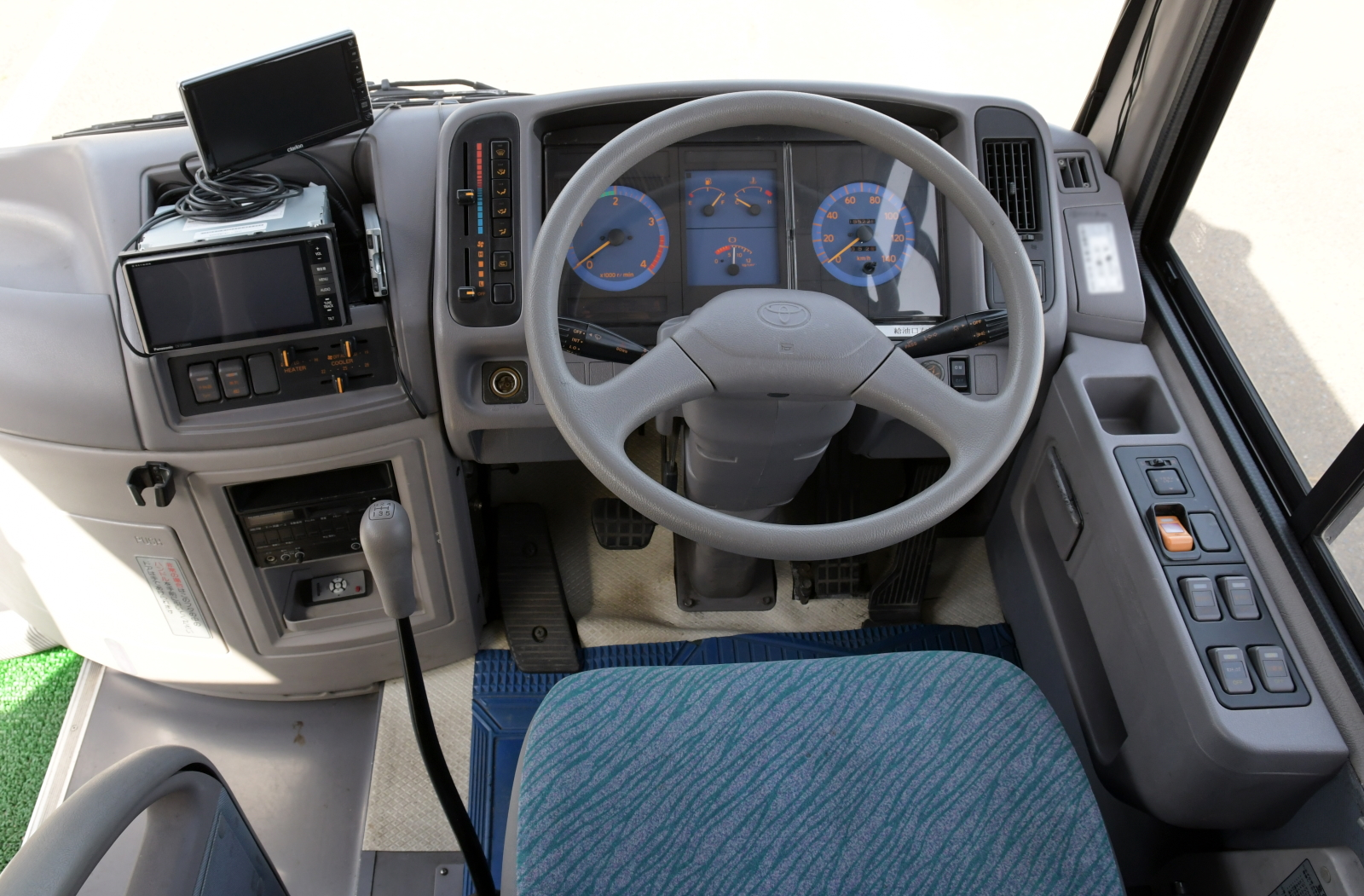
運転席

## いすゞ・ジャーニーJ
2003年11月発売、いすゞ自動車へジャーニーJとしてOEM供給を開始。型式はKK-RX4JFEJ。ラインナップはリエッセと同一。
2004年8月のマイナーチェンジで平成15年排出ガス規制に適合、国土交通省「超低PM排出ディーゼル車」85%低減レベルの認定を受けた。型式はPB-RX6JFAJとなる。これよりOEMから統合車種の扱いとなる。
2007年6月にもマイナーチェンジが行われ、平成17年排出ガス規制に適合、国土交通省「低排出ガス重量車」（平成17年基準NOx／PM10%低減）に認定。型式はBDG-RX6JFBJとなる。
2011年8月、リエッセと同様にポスト新長期規制（平成22年排出ガス規制）をクリアすることなく製造中止となった。貸切や自家用向けは事実上、ジャーニー（日産・シビリアンのOEM車）がカバーすることになるが、小型路線バスおよび小型ディーゼルバスはいすゞのラインナップから消滅した。なお、いすゞ・ジャーニーはガソリンエンジンのみの設定となった後、日産・シビリアンとともに2021年に販売を終了した。

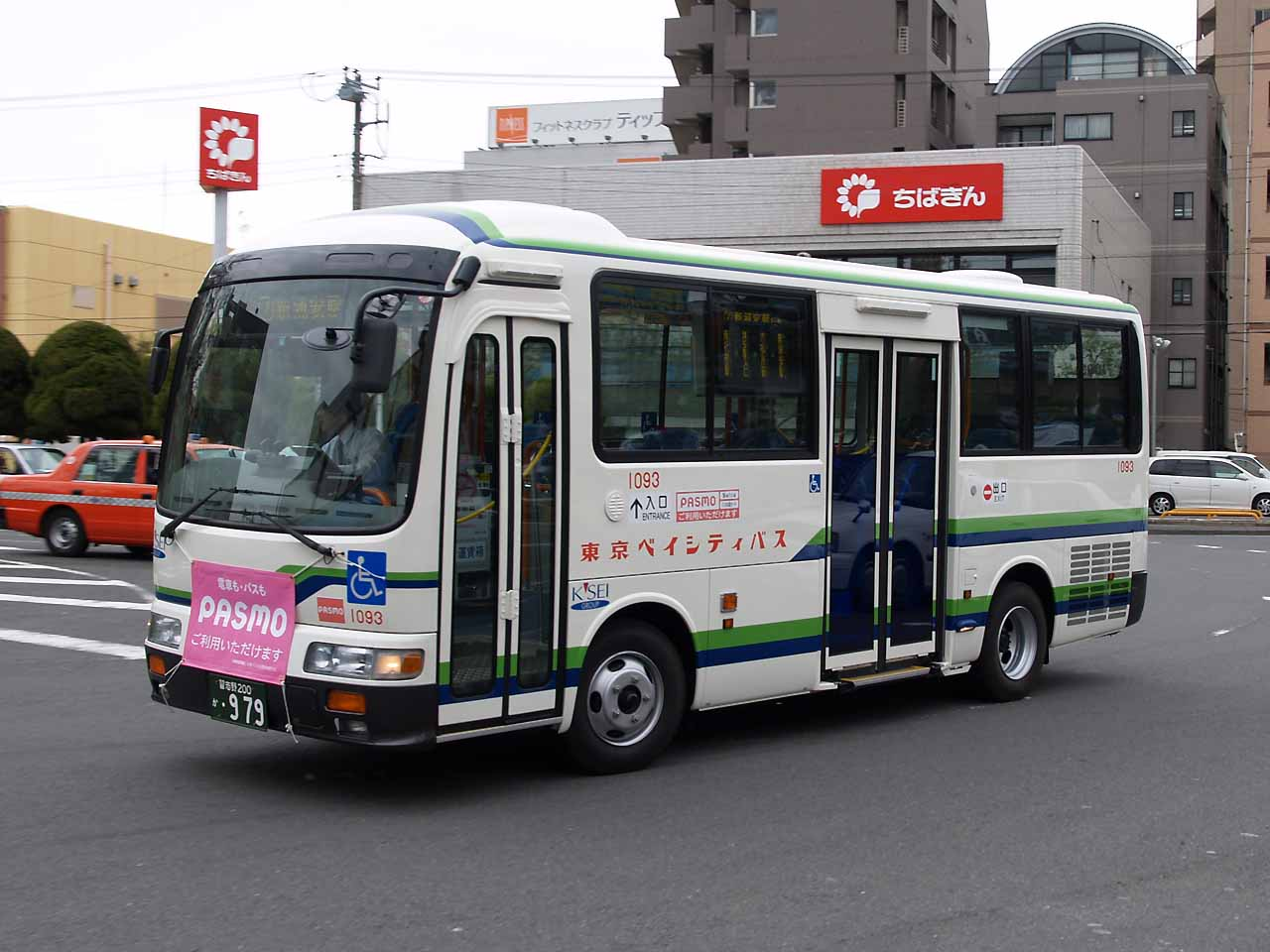
BDG-RX6JFBJ 東京ベイシティ交通
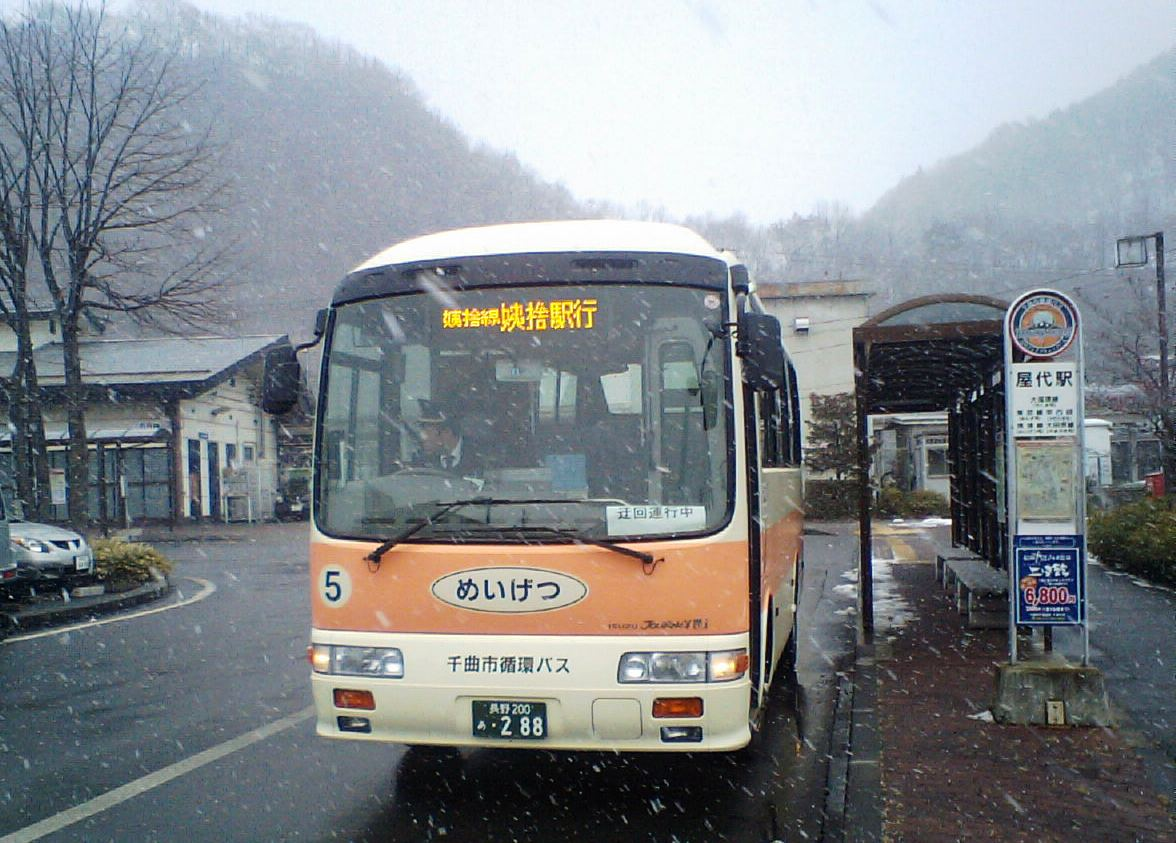
千曲市循環バス